# Perímetro de Exclusión del Gran Concepción
El Perímetro de Exclusión del Gran Concepción es la regulación de los taxibuses del transporte público urbano en el área metropolitana del Gran Concepción, Región del Biobío, Chile; implementado por la SEREMI de Transportes y Telecomunicaciones de la mencionada región. Comenzó a regir desde el 1 de enero de 2024, y tendrá vigencia por 5 años, prorrogables si fuera necesario. Es parte del Transporte Público Metropolitano de Concepción. 
Su implementación fue de forma gradual entre enero y marzo de 2024. Están sometidas a esta regulación 35 empresas operadoras de taxibuses a través de 36 Unidades de Negocio con servicios dentro de las comunas de Concepción, Talcahuano, Hualpén, Penco, Chiguayante, Hualqui, y San Pedro de la Paz. La locomoción colectiva de las comunas de Tomé, Coronel y Lota, no obstante que también son parte del área metropolitana, cuentan con regulación propia. 
Esta regulación puso fin a la licitación de la locomoción colectiva del Gran Concepción, hecha en 2002 y cuyo vencimiento original fue en el año 2005, pero su término fue pospuesto en diversas ocasiones, extendiéndose finalmente hasta el 31 de marzo de 2024.
El Perímetro de Exclusión del Gran Concepción coexistirá en el futuro con Red Concepción de Movilidad —versión local del sistema de transporte público integrado Red Metropolitana de Movilidad— el cual se implementará entre el 2025 y 2026, y que dotará al área metropolitana de buses eléctricos de alto estándar.

## Antecedentes

### Licitación de la locomoción colectiva del Gran Concepción de 2002
El año 2002 se materializó la primera licitación del transporte público del Gran Concepción, que implicó un ordenamiento de los taxibuses que recorrían las calles de la intercomuna, regulando (entre otras cosas) la tarifa máxima, la homogeneización del diseño de las máquinas, la determinación de un número para cada empresa y la conjugación de letras dependiendo del recorrido, la unificación de la infografía, y la unificación de los colores de las máquinas, siendo azul con gris los colores distintivos, que fueron los ganadores de una consulta pública realizada años antes.

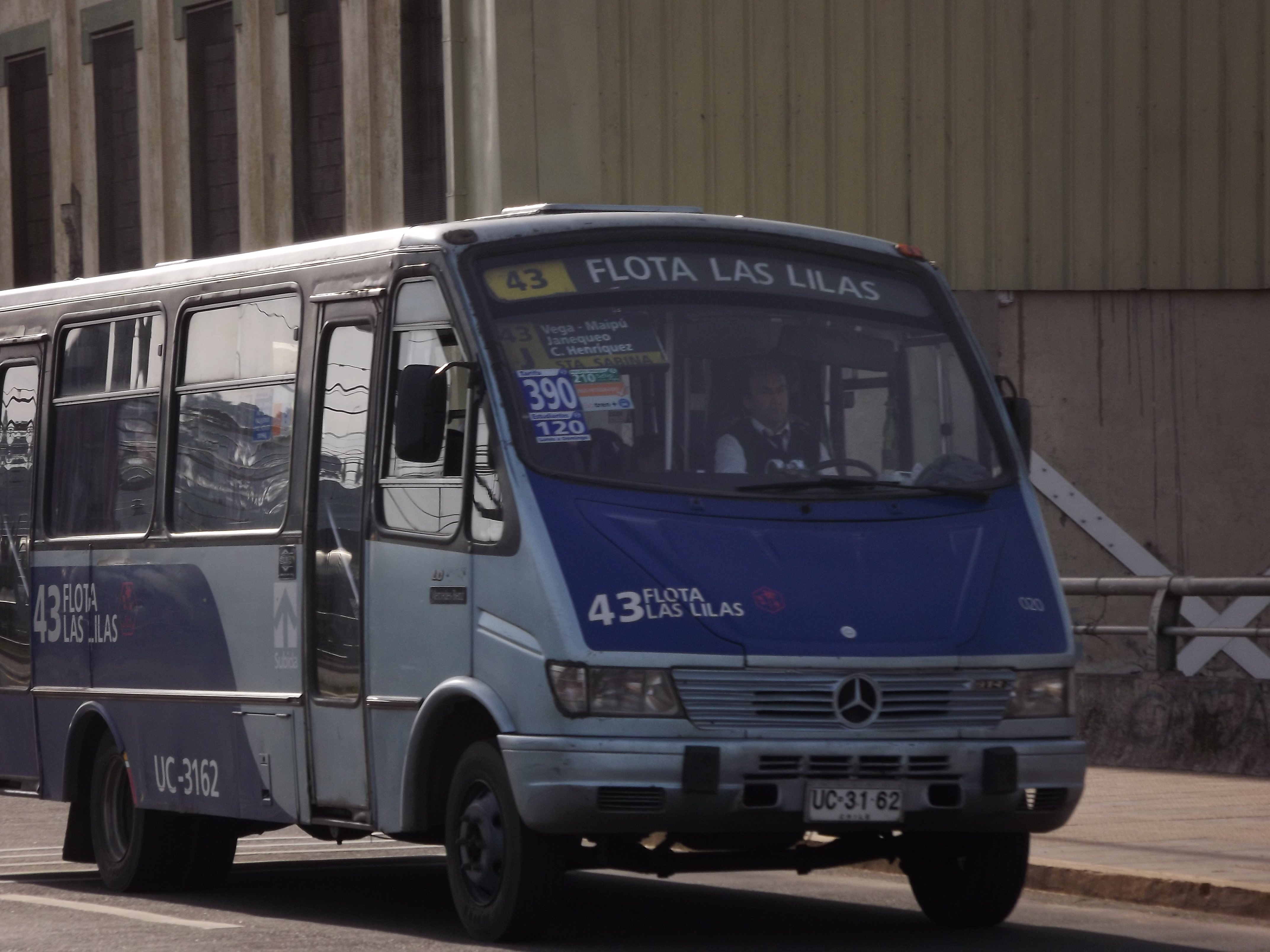
Bus de la empresa Flota Las Lilas, parte de la licitación del 2002 del Gran Concepción, circulando por calle Padre Alberto Hurtado. En dicha licitación se le asignó un número a cada empresa, asignándose a esta línea el número 43.

El plazo de esta licitación era de 3 años, venciendo originalmente el 27 de abril de 2005. No obstante, días antes se pospuso por 6 meses su vencimiento, hasta el 25 de octubre. Luego, mediante la Resolución 2246/2005 del Ministerio de Transportes y Telecomunicaciones, se vuelve a prorrogar por "90 días a contar del día 27 de octubre de 2005  o hasta la puesta en marcha del próximo proceso de licitación de vías para el Gran Concepción, cualesquiera de ellos ocurra primero". A partir de allí se prorrogó año tras año dicha resolución. En el intertanto, se buscó alguna fórmula para poder reemplazarla.
El 2015 las autoridades anunciaron que se preparaba una nueva licitación para el transporte público penquista, licitación que finalmente jamás se llevó a efecto. Es el 2017 cuando se comienza a concretar la idea de un perímetro de exclusión que ponga fin a la licitación.

### Perímetros de exclusión en Chile
El año 2013, mediante la ley N.º 20.696, se modificó la ley N.º 18.696 que regula el transporte de pasajeros. Con esta modificación se incorporaron los "Perímetros de Exclusión" como una alternativa a la licitación de uso de vías urbanas, y dispone que el Ministerio de Transportes y Telecomunicaciones podrá implementarlos en zonas urbanas o rurales, "en caso de requerir un ordenamiento y,o mejora en la calidad de los servicios de transporte público de pasajeros, o bien incorporar el efecto de subsidios u otros beneficios en las tarifas".
La misma ley define los perímetros de exclusión como "la determinación de un área geográfica en la que se exige, a todos los servicios de transporte público que operen en la respectiva área y por un plazo determinado, el cumplimiento de ciertas condiciones de operación y de utilización de vías, y de los demás lugares y espacios donde se desplacen o transiten los vehículos de acuerdo a lo señalado en el inciso primero, y otras exigencias, restricciones, diferenciaciones o regulaciones específicas, tales como tarifas, estructuras tarifarias, programación vial, regularidad, frecuencia, antigüedad, requerimientos tecnológicos o administrativos, entre otras".
Por último, la ley ordena a la supervisión de los servicios de transporte público que estén dentro del perímetro de exclusión al Ministerio de Transportes y Telecomunicaciones, según el reglamento particular de cada Perímetro de Exclusión, y la ley, e indica que, en caso de incumplimiento, el órgano fiscalizador "aplicará las sanciones de amonestación por escrito, multa, suspensión o cancelación de la inscripción en el Registro Nacional de Servicios de Transporte de Pasajeros del servicio o del vehículo respectivo, según lo previsto en la correspondiente resolución o normativa aplicable, sin perjuicio de las demás acciones y sanciones judiciales o administrativas que establezca la ley".

#### Perímetros de exclusión de la locomoción Coronel-Lota y Tomé
Previo a la implementación del perímetro del Gran Concepción, se implementaron dos perímetros de exclusión para los servicios que originalmente no fueron incorporados a la licitación del 2002 por lo que existía hasta entonces una completa desregulación sobre ellos.
El 2013 se implementó el primer perímetro de exclusión que comprendía los servicios de taxibuses desde Concepción hacia las comunas de Coronel y Lota. Consistió fundamentalmente además del ordenamiento de las empresas prestadoras de dichos servicios, la uniformidad en los colores de los buses, la regulación de la tarifa, y la numeración de los servicios (entre el 300 y el 305). Con el correr de los años, dicho perímetro comenzó a tener problemas especialmente financieros, por no haber asignación de recursos para su funcionamiento. En 2023 se anunció que los servicios a la llamada "Zona del Carbón" volverán a tener regulación mediante un nuevo Perímetro de Exclusión, por lo que comenzaron diversas reuniones de participación ciudadana previo a confeccionar la nueva regulación.
En julio de 2016, el ministro de Transportes Andrés Gómez-Lobo firma el decreto que crea el segundo Perímetro de Exclusión en la zona, esta vez con la locomoción colectiva entre Tomé y Concepción; cuya entrada en operaciones se logra en marzo de 2022. Entre los cambios, se incluye la identificación de los recorridos con un número (entre el 401 y el 421), la regulación de la tarifa, y la integración con la aplicación móvil "RED Regional" que registra en tiempo real la ubicación de los buses.

### Influencia del sistema Red de Santiago

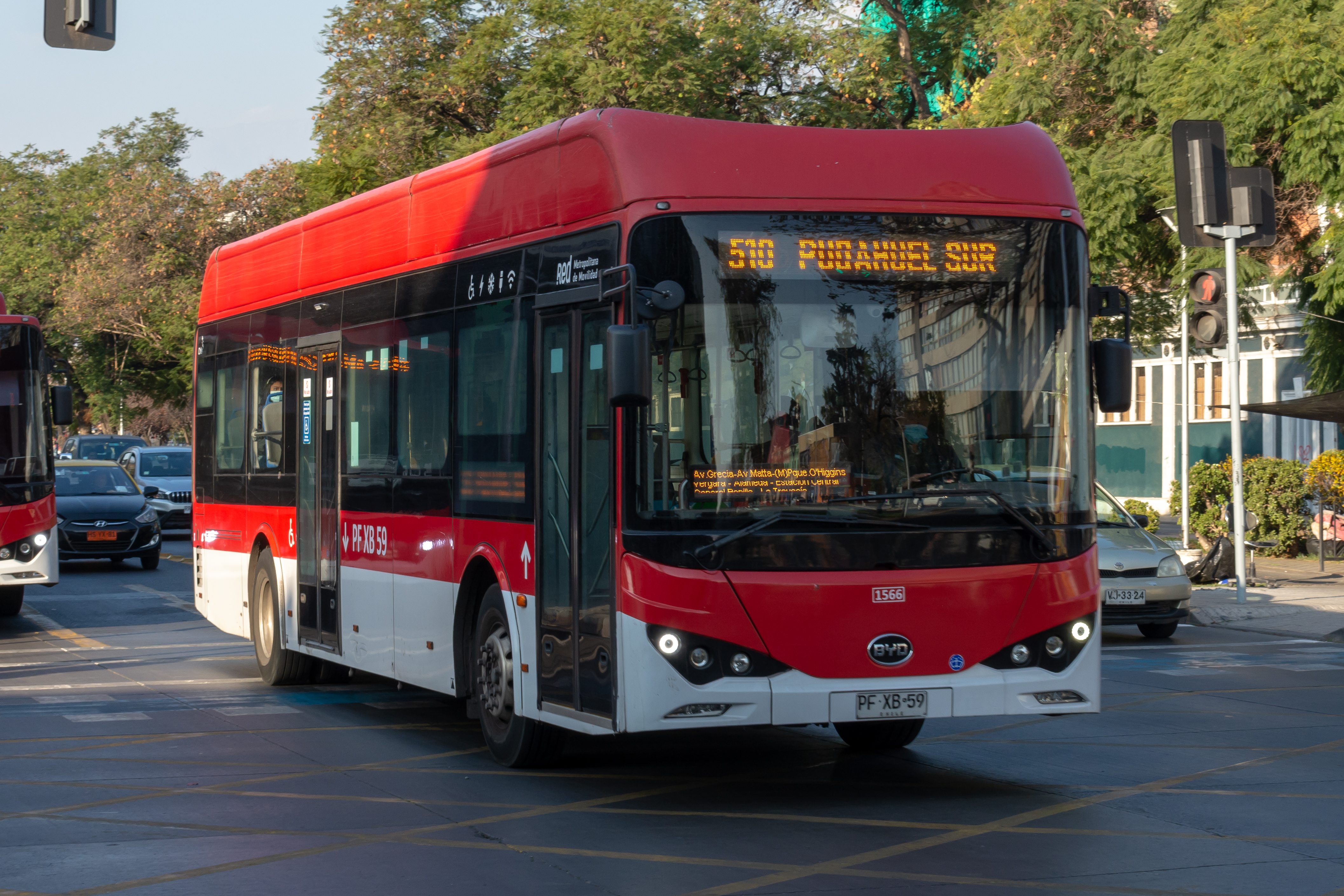
Bus de Red Metropolitana de Movilidad, de la ciudad de Santiago. 2022

La licitación del 2002 fue originalmente fijada con fecha de término el 2005 con el fin de que, posterior a ella, ocurriera un cambio semejante al que tuvo la capital de Chile, Santiago, de las llamadas "micros amarillas" al Transantiago, el cual se gestó en paralelo a la licitación del Gran Concepción. Sin embargo, la caótica puesta en marcha completa del Transantiago el 10 de febrero de 2007 (a la que se denominó la Crisis del Transantiago), provocó que a nivel local inmediatamente saltaron las alertas por un eventual cambio de sistema para el Gran Concepción. Esto, en gran medida, forzó a posponer el término de la licitación año tras año, debido a la falta de acuerdo entre los empresarios del transporte público y el gobierno.
Entre 2007 y 2019 el Transantiago sufrió una serie de modificaciones estructurales que tendieron a mejorar el fracaso inicial, hasta que el 12 de marzo de 2019 se anuncia el cambio de nombre a "Red Metropolitana de Movilidad", y también con ello, diversos cambios al sistema que, entre los cuales, se encuentra el uso de buses eléctricos y con accesibilidad universal.
Días después del anuncio en la capital, el SEREMI de Transportes del Biobío de ese entonces, Jaime Aravena, solicitó formalmente la implementación del sistema Red en el Gran Concepción.
Entre los aspectos que se inspira el Perímetro de Exclusión del Gran Concepción respecto del sistema Red Metropolitana de Movilidad son la implementación del pago electrónico, el uso de buses con accesibilidad universal, el uso de una aplicación ("Red Regional") para informar al usuario sobre la ubicación de las máquinas, entre otros aspectos.

#### Red Concepción de Movilidad
El 29 de mayo de 2019 en la antigua Estación Central de Concepción, actual sede del gobierno regional del Biobío, se anuncia la creación de "Red Concepción de Movilidad". Se señaló que como primera etapa se implementarán dos recorridos desde la Estación Intermodal Concepción, con destino a la Población Santa Leonor (Talcahuano) y al Valle Nonguen (Concepción) respectivamente, dotados de 25 buses eléctricos de alto estándar y accesibilidad universal. En diciembre de 2023 se anunció una segunda etapa consistente en la adquisición de 200 buses eléctricos más, también de alto estándar y accesibilidad universal, pero de mayor tamaño que los anteriores (12 metros), para la implementación de recorridos troncales que sigan rutas desde Penco a Coronel, y desde Talcahuano a Hualqui, por trazados aún por definir.
Originalmente la primera etapa se pondría en marcha en mayo de 2020. Sin embargo, debido a la Pandemia de COVID-19 fue pospuesto, hasta el 10 de mayo de 2023 cuando se anunció la apertura de la licitación, indicando como nueva fecha para su entrada en operación el segundo semestre de 2024. En el mismo anuncio, se indicó el fin del servicio Biobús pues en la práctica Red Concepción lo reemplazará. En marzo de 2024 se anunció que la licitación de la primera etapa quedó desierta luego de que la única empresa oferente no cumplió con las bases técnicas de la licitación, quedando nuevamente incierta su entrada en operaciones.
El 12 de diciembre de 2023 se informa desde la SEREMI de Transportes que la implementación de Red Concepción se hará en paralelo al Perímetro de Exclusión, coexistiendo ambas regulaciones en el Gran Concepción, diferenciándose por ahora en que los primeros harán recorridos principalmente troncales, mientras que los segundos servirán para ingresar a los distintos barrios del área metropolitana.

### Plan "Más Movilidad" Concepción
El 5 de mayo de 2023, el ministro de Transportes y Telecomunicaciones Juan Carlos Muñoz, junto con el gobernador regional del Biobío Rodrigo Díaz, anunciaron la creación del plan "Más Movilidad". Este plan surge a raíz de los problemas de congestión vehicular que se agravó en el Gran Concepción entre el 2021 y 2023, especialmente luego de las reiteradas suspensiones de la línea 2 del Biotrén por problemas en el puente ferroviario que conecta Concepción con la zona sur del área metropolitana.
Para solucionar dichos problemas, se anunció la inversión de más de US$2.800 millones en infraestructura dentro del Gran Concepción, entre los cuales se encuentran los nuevos corredores exclusivos para buses (llamados por el ministro "Electrocorredores" en vista a la adquisición de buses eléctricos), como los proyectos en estudio de la Autorruta Concepción-Lota (en el tramo entre calle Diagonal Biobío en San Pedro de la Paz, y el Bypass Coronel de la comuna homónima), la Autopista Concepción-Talcahuano, y la Ruta 150 (en el tramo entre la Rotonda Bonilla en la comuna de Concepción, y el acceso a la comuna de Penco), y proyectos en obras como el par vial Collao-Novoa en Concepción, y finalizar obras que han presentado problemas durante su ejecución como el corredor de la Avenida Cristóbal Colón entre el sector Medio Camino de la comuna de Talcahuano y la avenida Los Copihues en la comuna de Hualpén. Además de los corredores de transporte público, se incluyen en la inversión más estaciones del Biotrén, los proyectos Ruta Pie de Monte, Costanera Mar, y obras complementarias para los proyectos en obras Puente Industrial y el Nuevo puente ferroviario Biobío.
Para la ejecución de dichas inversiones, se implementó un Comité Asesor de Ministros (entre los que se encuentran las carteras de Transportes que lo lidera, Obras Públicas, Vivienda y Urbanismo, Medioambiente, Desarrollo Social y Hacienda), y una secretaría ejecutiva consistente en un comité técnico compuesto por al menos 10 profesionales; inspirándose en el modelo de trabajo del plan Biovías, implementado a inicios del siglo XXI.

## Tramitación administrativa
Mediante la Resolución Exenta N.º 1006 del 27 de abril de 2017 el Ministerio de Transporte establece la normativa para el Perímetro de Exclusión del Gran Concepción, que reemplazará la licitación de la locomoción colectiva del Gran Concepción del 2002, comenzando así su tramitación.
El 13 de abril de 2023 el Ministerio de Transportes hace la última prórroga de la licitación del 2002, fijando como plazo de término el 31 de diciembre de 2023 o hasta que entre en vigencia el nuevo perímetro de exclusión si ocurriera antes; y en la misma resolución indica entre los motivos del mismo  que la tramitación del Perímetro de Exclusión del Gran Concepción estaría en su etapa final. En mayo de 2023, Contraloría da el visto bueno para la nueva normativa, publicándose como Resolución Afecta N.º 29 del 2023, del Ministerio de Transportes y Telecomunicaciones, entrando así en su última etapa antes de su implementación.
En septiembre de 2023, la SEREMI de Transportes establece como plazo máximo para informar de la adhesión al  perímetro de exclusión el 15 de octubre del mismo año, y llama a los operadores de la licitación del 2002 a sumarse al nuevo sistema. El llamado lo hizo, especialmente considerando que la licitación del 2002 con su última prórroga vence el 31 de diciembre de 2023, y que las empresas que no se adhieran, sus recorridos serán licitados.
El 29 de septiembre de 2023 se anunció que las 35 empresas que pertenecían a la licitación del 2002 vigentes a octubre de 2023 —sin considerar a Buses Campanil (que es absorbida por la empresa Ruta Las Playas un mes antes)— se adscribieron al Perímetro de Exclusión. El 10 de octubre el SEREMI de Transportes y Telecomunicaciones, Héctor Silva, ratificó la información. El 25 de octubre, el presidente de la Asociación Provincial de Dueños de Taxibuses de Concepción, Alejandro Riquelme, confirmó que el gremio se sumará a la nueva regulación.

### Traspaso de las empresas operadoras al Perímetro de Exclusión
El traspaso de las empresas operadoras de la anterior regulación de la licitación del 2002, al Perímetro de Exclusión se realizó de forma gradual, debido a la recolección de documentos por parte de cada empresa operadora, seguido de la firma de los convenios para operar en las respectivas unidades de negocio, y luego al tiempo de espera para la dictación de los respectivos decretos. Es por ello que este proceso se extendió entre noviembre de 2023 con la firma de las primeras empresas, hasta el 1 de abril de 2024 con el inicio de operaciones dentro del perímetro de la última empresa traspasada. Debido a que el Perímetro de Exclusión comenzó su vigencia el 1 de enero de 2024, y a dicha fecha la gran mayoría de las empresas continuaban en tramitación de su traspaso, se prorrogó por última vez la regulación del 2002 hasta el 31 de marzo de 2024, con el fin de no interrumpir los servicios. Así se dio un periodo de tres meses en que coexistieron ambas regulaciones, en que las empresas operadoras que aún no contaban con el respectivo decreto de incorporación, seguían rigiéndose por la reglamentación de la licitación del 2002, hasta la fecha que el decreto señalara como iniciada sus operaciones dentro del Perímetro de Exclusión.
El 9 de noviembre de 2023, el gobierno anuncia que 7 de las 35 empresas adheridas están en condiciones de firmar para ser traspasados al Perímetro de Exclusión. El 13 de noviembre, el SEREMI Héctor Silva señala que van 13 empresas en condiciones.
El 22 de noviembre de 2023, con la presencia del Subsecretario de Transportes Jorge Daza, firman su traspaso al Perímetro de Exclusión las primeras 5 empresas: Vía Futuro, Buses Palomares, Nueva Sotrapel, Vía Siglo XXI y Nueva Sol Yet. En el acto, se señaló que existen otras 16 empresas con su documentación lista y que, con todo, todas las empresas que se adhirieron al Perímetro deberían firmar su traspaso hasta el 6 de diciembre.
El 14 de diciembre de 2023, el SEREMI de Transportes del Biobío informa que solo 15 empresas operadoras han firmado su traspaso. A las 5 primeras mencionadas anteriormente, se les suma Buses Hualpensán, Nueva Llacolén, Riviera Bio Bío, Las Golondrinas, Flota Las Lilas, Flota Centauro, Buses Géminis Sur, Las Bahías, Buses Puchacay, y Las Galaxias.
El 24 de diciembre de 2023, se informó de que 5 nuevas empresas firmaron durante esa semana su traspaso al Perímetro de Exclusión, siendo estas Vía Láctea, Chiguayante Sur, Vía Universo, Expresos Chiguayante, y Pedro de Valdivia.
El 1 de enero de 2024 comenzó a regir oficialmente el Perímetro de Exclusión del Gran Concepción. A través de un comunicado de la SEREMI de Transportes, se indicó que la implementación será gradual pues solo 7 empresas operadoras fueron notificadas de los decretos que autorizan su incorporación al Perímetro de Exclusión antes de la fecha de comienzo: Vía Futuro (UN11), Nueva Sotrapel (UN12), Vía Siglo XXI (UN13), Buses Palomares (UN18), Riviera Bío Bío (UN21), Las Bahias (UN70) y Nueva Sol Yet (UN90). Dichas empresas fueron las primeras en regirse por la nueva regulación.
El 6 de enero de 2024 iniciaron operaciones en el Perímetro de Exclusión las empresas operadoras Buses Hualpensán (UN02), Chiguayante Sur (UN14), Vía Universo (UN16), Expresos Chiguayante (UN17), Nueva Llacolén (UN20), Las Golondrínas (UN40), Flota Las Lilas (UN43), Flota Centauro (UN44), Buses Géminis Sur (UN52), Buses Puchacay (UN71), Pedro de Valdivia (UN72) y Las Galaxias (UN80).
El 1 de febrero de 2024 iniciaron operaciones en el Perímetro de Exclusión las empresas operadoras Vía Láctea (UN10), Mini Buses Hualpencillo (UN42), Buses Tucapel (UN60) y Mi Expreso (nombre de fantasía de Buses Primavera S.A., UN62). Días después, las autoridades señalaron que salvo dos empresas operadoras —UN22 San Pedro, y UN56 Buses Base Naval—, las empresas restantes habían completado su tramitación y estaban a la espera de iniciar operaciones.
El 1 de marzo de 2024 iniciaron operaciones en el Perímetro de Exclusión las empresas operadoras Buses San Pedro del Mar (UN23), San Remo (UN24), Ruta Las Playas (UN30 y UN50), Ruta del Mar (UN31), Buses Ruta del Mar (UN32), Buses Mini Verde (UN41), Rengo Lientur (UN63), Buses Condor (UN65) y Vía del Sol (UN81); completandose un total de 33 empresas operadoras en funciones, para 34 unidades de negocio, restando solo las mencionadas San Pedro y Buses Base Naval.
El 27 de marzo de 2024 se dio a conocer que, a dicha fecha, Buses Base Naval no había aún firmado su traspaso al Perímetro de Exclusión debido a deudas previsionales con sus trabajadores, cuestión que se había advertido un mes antes. Esto implicaba que, al no firmar al 31 de marzo —último día de la regulación de la licitación del 2002—, la empresa hubiera debido salir de circulación el 1 de abril de 2024; quedando vacante la Unidad de Negocio 56, que hubiera sido licitada para que asumiera una nueva empresa operadora. No obstante, el 1 de abril se confirmó que la empresa logra saldar sus deudas previsionales, y que, tras ello, inician sus trámites para el traspaso a la nueva regulación. Ese día, y al terminar la regulación de la licitación 2002, Buses Base Naval cesó su circulación a la espera del decreto que autoriza su incorporación al Perímetro, por lo que desde la SEREMI de Transportes se anunció el refuerzo de más máquinas para servicios que hacían semejante recorrido que el servicio 56VO (único servicio de Buses Base Naval).
El 1 de abril de 2024 inició operaciones en el Perímetro de Exclusión la empresa operadora San Pedro (UN22), estando a dicha fecha en operaciones 35 de las 36 unidades de negocio de la regulación.
A mediados de mayo de 2024 se anuncia que Buses Base Naval volverá a circular en junio de 2024, fecha en la cual se autoriza su incorporación al Perímetro de Exclusión; esto luego de dos meses fuera de circulación. Lo anterior se concretó el 13 de junio de 2024.

## Aspectos relevantes e implementación

### Máquinas de alto estándar

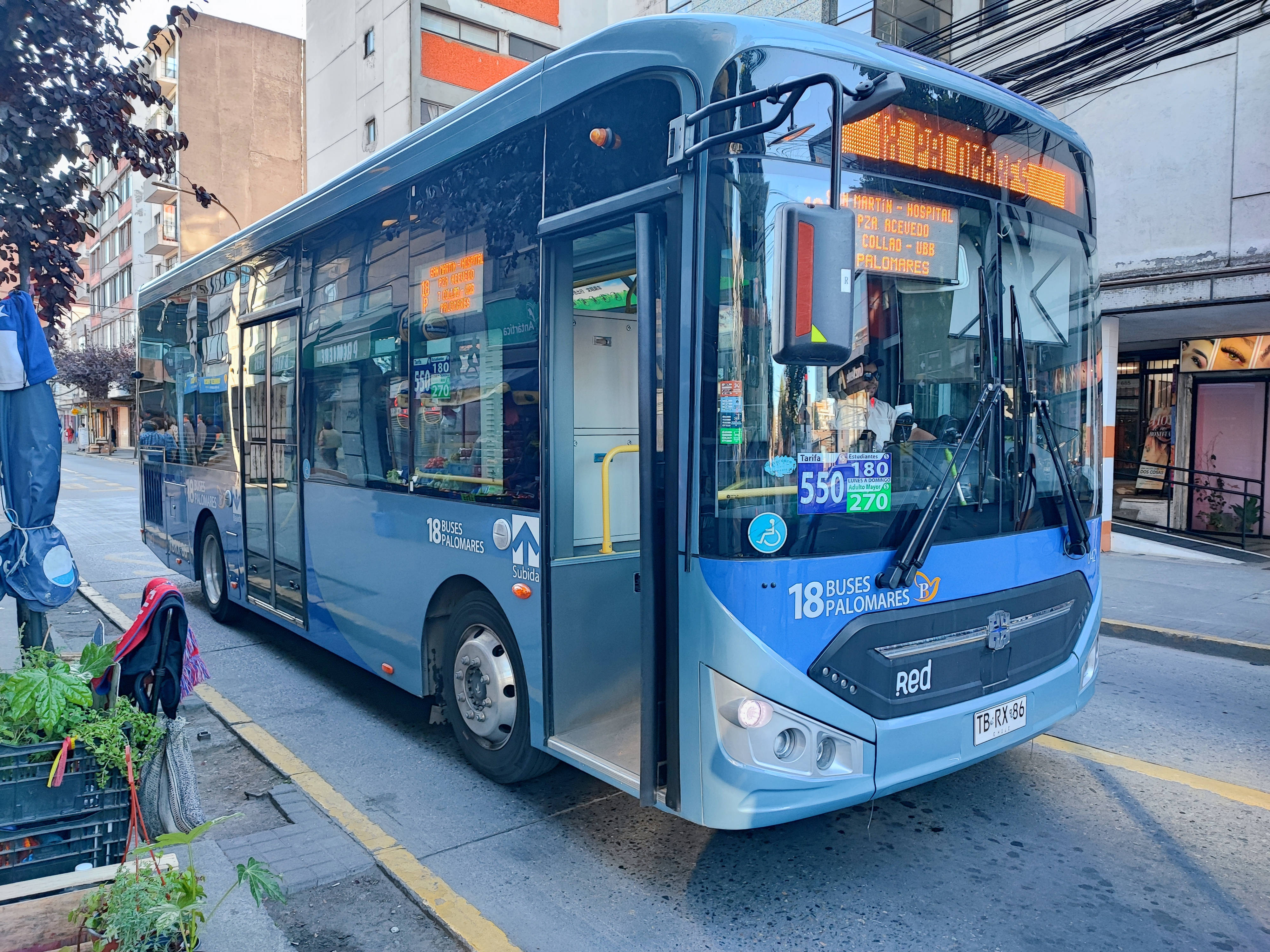
El primer bus de alto estándar —también señalado como "estándar RED"— fue adquirido por la empresa operadora Buses Palomares de la UN18. Este modelo es a diésel, y está en operaciones desde noviembre de 2023.

Uno de los aspectos importantes que incorpora el perímetro de exclusión es que las nuevas máquinas que adquieran las empresas que sean parte, deben ser con "estándar Red", es decir de alto estándar, con accesibilidad universal, y tender hacia la electromovilidad. Sin embargo, esto último ha sido criticado por el gremio microbusero tanto por el alto costo de los buses eléctricos, como por la falta de espacios para los terminales de carga de estos buses, lo que implicaría eventualmente que se tienda a desaparecer las pequeñas empresas de taxibuses que actualmente circulan por el Gran Concepción.
Por ello es que mediante los "Fondos espejo del Transantiago" se crea el fondo "Renueva tu Micro" a nivel nacional para apoyar a aquellas empresas del transporte público en la adquisición de nuevos buses con estándar Red, sean diésel o eléctricos. En la región del Biobío se incentivó en miras al nuevo Perímetro de Exclusión.
Por otro lado, el 27 de junio de 2023, el Gobierno Regional del Biobío señaló que el proceso de implementación de nuevas máquinas para el perímetro de exclusión será gradual, lo que permitirá el tiempo suficiente para que los pequeños empresarios puedan reinventarse.
En el mes de septiembre de 2023, empresas como Las Galaxias y Buses Palomares realizaron pruebas de viaje con un bus eléctrico estándar Red. El bus recorrió desde la comuna de Hualqui hasta la comuna de Talcahuano, siguiendo alguno de los recorridos actuales de las empresas señaladas; y durante el trayecto se tomó algunos pasajeros que fueron transportados gratuitamente.
En octubre de 2023, se realizan nuevas pruebas con otro bus eléctrico, estándar Red, esta vez con un modelo XMQ 6900 de la empresa china King Long, traído por la Asociación Provincial de Dueños de Taxibuses de Concepción y el Vivipra. Este bus realizó recorridos de las empresas Las Golondrinas, Flota Centauro, San Remo y Chiguayante Sur; esta vez sin pasajeros.
El 6 de noviembre de 2023 se presentó el primer bus diésel con estándar Red de las empresas adheridas al Perímetro de Exclusión. Es el caso de la empresa Buses Palomares el cual invirtió con el apoyo del fondo al transporte público "Renueva tu Micro". El bus cuenta con acceso universal, Wifi y aire acondicionado.
El 9 de julio de 2024, la empresa operadora Buses Palomares anunció la adquisición de otros 6 buses diésel de alto estándar, como el presentado el pasado mes de noviembre, de los cuales 4 adquirió con fondos propios y 2 por el fondo "Renueva tu Micro" del Gobierno Regional del Biobío y la SEREMI de Transportes; sumando así 7 buses estándar Red, que se pondrán en circulación durante los meses de julio y agosto. Asimismo, se anunció por parte del Gobierno Regional que, a través del fondo "Renueva tu Micro", la empresa operadora Ruta Las Playas adquirirá 16 buses eléctricos de alto estándar, y el financiamiento para una estación de carga eléctrica para dichos buses en su terminal ubicado en Lirquén, comuna de Penco; además de la entrega de financiamiento para la compra de 60 buses diésel de alto estándar para distintas empresas operadoras —entre los que se encuentran los 2 de Buses Palomares—.

### Pago electrónico
Otro aspecto importante del perímetro de exclusión es la posibilidad de implementar un sistema de pago electrónico para los taxibuses, algo anhelado por mucho tiempo y que durante la licitación del 2002 no fue posible. Durante ese tiempo, solo la línea Biobús, dependiente de EFE Sur, contó por un tiempo con pago electrónico integrado al Biotren, pero que no obstante no subsistió.
El tema se puso en relieve, luego que los taxibuses del transporte público urbano de Chillán y Chillán Viejo el 1 de julio de 2023 comenzara el proceso de implementación de pago electrónico, manteniéndose el pago físico (mediante dinero en efectivo) hasta el 31 de diciembre del mismo año. En tal caso, se señaló que en la regulación de la intercomuna ñublecina estableció como obligatorio este sistema de recaudación, a diferencia de la regulación penquista que lo establece como optativo el pago electrónico, por lo que se podría implementar siempre y cuando se adhieran el 80% de los operadores. Algo en común en ambas regulaciones es la posibilidad de que no existan intermediarios entre las empresas de taxibuses y el pago mediante un administrador de las tarjetas, a diferencia de la situación en la Región Metropolitana, donde la tarjeta Bip! cuenta con un intermediario que administra las tarjetas de pago electrónico del transporte público.
En mayo de 2023, las 5 asociaciones gremiales de taxibuses del Gran Concepción entregaron una carta al ministro de Transportes y Telecomunicaciones, Juan Carlos Muñoz, en donde se manifiestan estar de acuerdo con la implementación del pago electrónico en el área metropolitana, mediante un sistema administrado por los propios gremios, y que se implemente para los operadores de los perímetros del Gran Concepción, y de entre Concepción y Tomé. En virtud de ello, el SEREMI de Transportes Héctor Silva ha señalado que existe la posibilidad de que para el año 2025 comience el proceso de implementación del pago electrónico, bajo un sistema de recaudación parecido al que EFE Sur implementó a principios de 2023 para el Biotren, mediante la tarjeta Conecta.
En agosto de 2023, el subsecretario de Transportes Jorge Daza recalcó la importancia de que se implemente el Perímetro de Exclusión en el Gran Concepción, para que a continuación comience el proceso de implementación del pago electrónico.
A fines de septiembre de 2023 EFE Sur anuncia la implementación del sistema de pago QR para el Biotren, y con ello, se señaló que una vez vigente el perímetro de exclusión, dentro del primer año de funcionamiento comenzará el pago electrónico (vía tarjeta y QR), y que al mismo tiempo permita la integración del pasaje con el tren de cercanías.
A principios de octubre de 2023, la División de Transporte Público Regional abrió licitación para la creación de un "Administrador financiero del Transporte Público Regional", semejante al Administrador Financiero de Transantiago creado para el sistema Red Metropolitana de Movilidad. Esto generó preocupación en los gremios de taxibuses penquistas quienes han perseverado en la idea de que el pago electrónico sea administrado por los propios operadores del transporte público. Sobre ello, desde la DTPR se ha señalado que, si bien la figura que se intenta implementar tiene como objetivo unificar el pago electrónico a nivel nacional, en la licitación no está contemplado el transporte público del Gran Concepción. En dicha oportunidad, los gremios explicitaron que desde la SEREMI de Transportes existen compromisos de que a más tardar en noviembre de 2024 comience a implementarse el pago electrónico en los sistemas regulados del Gran Concepción y de Tomé; por lo que a diciembre de 2023 se debiese determinar el administrador financiero, y luego crear la figura jurídica, para que durante 2024 se determine el operador tecnológico que dotará de la tecnología necesaria, y de los implementos que se necesitan (validadores en los buses, confección de tarjetas, etcétera).
El 27 de febrero de 2024, mediante sus redes sociales, la Subsecretaría de Transportes anuncia que a contar del año 2025 la locomoción colectiva del Perímetro de Exclusión del Gran Concepción contarán con pago electrónico, mediante tarjeta propia, sistema QR y convenio con tarjetas bancarias. Este anuncio se dio en el contexto de la presencia del subsecretario Jorge Daza en Concepción dicha, para una nueva sesión del Comité del Plan Más Movilidad, en donde señaló que la licitación que determinará la empresa a cargo de la tecnología que se implementará, se realizará durante el 2024.
Este anuncio se dio bajo el contexto de que el Ministerio de Transportes y Telecomunicaciones otorgó a los gremios que agrupan a las empresas operadoras del Perímetro de Exclusión, un plazo para presentar la planificación para la implementación del pago electrónico con recaudación de los propios gremios; sin embargo, dicho plazo expiró y el ministerio tomó la decisión de avanzar en el tema, siendo el Estado quien recaude. Por lo mismo, el anuncio provocó opiniones divididas entre los gremios: por un lado el presidente de la Alianza Gremial del Transporte de Pasajeros del Biobío, Luis Quiroz, insistió en el interés de ser ellos como gremios del transporte los recaudadores del pago electrónico, y que por lo mismo el 26 de febrero habían presentado a la SEREMI de Transportes la planificación al respecto, comenzando por la presentación de las empresas de tecnología interesadas; mientras que Bernardo Montoya, presidente y representante legal de Buses Tomé (empresa creada con la fusión de las antiguas empresas que prestaban servicios entre Concepción y Tomé, al comienzo del Perímetro de Exclusión de Tomé) criticó a sus pares por la demora en la entrega de la información solicitada por la autoridad.
A principios de marzo de 2024, EFE Sur anunció su interés de integrar el pago electrónico para los buses del perímetro con el Biotren, pero además, también se abren a la posibilidad de operar y administrar dicho pago electrónico según lo que indiquen las bases de la licitación.

### Control, fiscalización y sanciones
Si bien la licitación del 2002 contaba con algunos elementos regulatorios y de control, estos se reducían a tan solo la exigencia de renovación de máquinas, las cuales no podían superar los 8 años de antigüedad. Otros aspectos, como la implementación de GPS, si bien era exigido, la SEREMI de Transportes no contaba con alguna forma de fiscalización efectiva de cumplimiento, tanto de frecuencias como de los recorridos que realiza cada máquina. Es por ello que el control y las nuevas atribuciones con las que se dota al organismo regulador del transporte para fiscalizar y sancionar, es otro aspecto fundamental de la nueva regulación.

"El nuevo Perímetro de Exclusión (...) del transporte público del Gran Concepción, nos permitirá como seremi de Transportes contar con atribuciones más efectivas para fiscalizar que los operadores cumplan con lo estipulado en los planes operacionales que se han dispuesto en este proceso. (...) 
Entre las principales modificaciones se encuentra que, desde el Ministerio de Transportes y Telecomunicaciones a través de la División de Transporte Regional, se podrá monitorear y controlar de manera online con datos GPS, el posicionamiento del total de las flotas. 
 Gracias a este monitoreo, desde la seremi verificaremos que se respeten los diferentes indicadores de cumplimiento que están contemplados en el perímetro, entre los cuales se encuentran: frecuencia, regularidad, puntualidad, zonas de paradas, entre otros. En caso de no cumplir estos estándares, los operadores arriesgan diversas sanciones."
Héctor Silva Gormaz, SEREMI de Transportes y Telecomunicaciones del Biobío, Diario Concepción, 23 de junio de 2023

Esto inicialmente provocó cuestionamientos en el gremio de taxibuses, quienes cuestionaron la aplicación de sanciones, por ejemplo, respecto de la frecuencia y puntualidad de los recorridos, en momentos de congestión vehicular; así como también la dureza de dichas sanciones. No obstante, desde el gobierno recalcaron que existe compromiso de los gremios por el cumplimiento de todos los aspectos a fiscalizar, y que de lo contrario, se arriesgan a sanciones e inclusive, al término del contrato como última sanción.
Otro punto importante dentro de este tópico son las mejoras en las condiciones laborales de los trabajadores del transporte público, cuestiones que actualmente en la licitación del 2002 no existen. Sin embargo, en medio de las tratativas para la implementación del Perímetro de Exclusión, la Federación Unitaria de Trabajadores del Transporte convocó a los choferes del transporte público del Gran Concepción a un paro para el 29 de agosto de 2023, aduciendo que no se ha avanzado en mejoras para ellos; paro que fue adherido por el 11% de los conductores.  Otro conflicto se suscitó durante el mes de octubre 2023, cuando la Dirección del Trabajo fiscalizó y multó a algunas de las empresas que operan en el Gran Concepción debido a una interpretación dada dicho mes donde la institución fiscalizadora exigía la contratación entre la empresa y los conductores de los taxibuses; cuestión que, según indicaron los gremios de empresarios de Taxibuses, es imposible que se de producto que las empresas solo son operarias del transporte público, y que las máquinas no son de ellas sino que tienen sus propios propietarios quienes son los que finalmente contratan a los choferes. Finalmente, todos los aspectos de la vinculación laboral de los choferes, así como las mejoras en calidad que tendrán, fueron subsanadas en las tratativas previas a la implementación de la nueva regulación, llegando a acuerdo el 22 de noviembre de 2023.

#### Aplicación "Red Regional"
El 25 de abril de 2023 comenzó a funcionar en fase de prueba la aplicación móvil "Red Regional", para la locomoción colectiva de la licitación del 2002; y cuya función es informar al usuario sobre la ubicación y proximidad de los taxibuses respecto de los paraderos establecidos por el Ministerio de Transportes. Esta aplicación ya estaba disponible para el Gran Concepción un año antes, cuando se incorporaron a la aplicación los taxibuses del perímetro de exclusión de la locomoción entre Concepción y Tomé.
El 15 de mayo de 2023 se informó que en las primeras tres semanas de marcha blanca, más de 25 mil usuarios del Gran Concepción han descargado la aplicación.

### Zonas geográficas
Respecto a las zonas geográficas, el Perímetro de Exclusión mantiene las 13 zonas geográficas de la licitación del 2002, que se dividen para identificar el terminal de origen de cada empresa operadora y el destino de cada recorrido.
Las 13 zonas fueron identificadas cada una con un color, de esta forma el usuario puede determinar hacia donde se dirige cada recorrido. La división es la siguiente:
| \| Color \| Barrios e hitos \| \| ---------------------------------- \| ----------------------------------------------------------------------------------------------------------------------------------------------------------------------------------------------------------------------------------------------------------------------------------------------------------------------- \| \| Concepción Centro (Magenta) \| Mall del Centro, Tribunales, Barrio Cívico, Galvarino, Barrio Universitario, Agüita de la Perdiz, Hospital Regional, Catedral de Concepción, Plaza de la Independencia, Mallplaza Mirador Biobío, Teatro Biobío, UdeC, Parque Ecuador, Plaza Perú, UST, Barrio Estación, Cerro Chepe, Cerro Caracol. \| \| Concepción Oriente (Morado) \| Av. Collao, Estadio, Gimnasio Municipal, Terminal Collao, Valle Noble, Puchacay, Los Lirios, Los Fresnos, Valle Nonguén, La Araucana, Palomares, Los Queules, Lagos de Chile, U. del Bío-Bío, Zoo Concepción. \| \| Concepción Norte (Negro) \| Av. Andalién, Barrio Norte, UCSC, Laguna Lo Méndez, Chillancito, USS, Laguna Las Tres Pascualas, Santa Sabina, Villa Cap, Las Princesas, Valle Alto, Valle Blanco, Lomas de San Andrés, Lomas de San Sebastián, UDLA, Teniente Merino I y II, Los Notros, Laguna Lo Galindo. \| \| Concepción Poniente (Amarillo oro) \| Av. 21 de Mayo, Lorenzo Arenas, Laguna Redonda, Vega Monumental, Cementerio General, El Golf, Población Juan Pablo II (Pertenece a Hualpén: René Schneider, Valle Sta. María, Parque Central, UTFSM, Centro Urbano Biobío.) \| \| Concepción Sur (Gris) \| Av. Pedro de Valdivia, Sanatorio Alemán, Templo Concepción, UDD (Pertenece a Chiguayante: Lonco, Villuco.) \| \| Talcahuano Norte (Rojo) \| Av. Los Araucanos, Población La Gloria, Lobos Viejos, Nueva Los Lobos, Los Copihues, Villa Centinela 1 y 2, Mirador del Pacífico, Brisas del Mar, Vista Hermosa, Las Canchas, Hospital Naval, Caleta Tumbes. \| \| Talcahuano Centro (Azul marino) \| Av. Colón, Centro de Talcahuano, Portal Talcahuano, La Poza, Puerta Los Leones, Puerto San Vicente, San Vicente, Población Gaete, Estadio El Morro, La Tortuga, Monitor Huáscar. \| \| Talcahuano Sur (Burdeo) \| Higueras, Hospital Las Higueras, Las Salinas, San Marcos, Santa Marta, Perales, Denavi Sur, Estadio CAP, Villa San Martín, Huachicoop, Industrias, Huachipato, Cruz del Sur, Medio Camino, Santa Leonor, Brisas del Sol, UNAB, Mallplaza Trébol, Casino Marina del Sol, INACAP, Aeropuerto Carriel Sur. \| \| Hualpén (Naranjo) \| Av. Gran Bretaña, ENAP, Hualpén, CCU, 4 Esquinas, Peñuelas, Florestas, Padre Hurtado, Cerro Amarillo, Lan-B, Lan-C, Cuatro Canchas, Cerro Gándara, Caleta Lenga, Portal Biobío, Club Hípico, Costanera, (Pertenece a Talcahuano: Diego Portales). \| \| Chiguayante (Celeste) \| Av. Manuel Rodríguez, 8 Oriente, Los Altos, Chiguayante Sur, Museo Stom, Leonera, Los Bloques, Porvenir, Valle Piedra, Valle del Sol, Villa La Unión, Villa Cruz del Sur, Plazas del Sol, La Pradera I y II, Villa Los Presidentes, Las Américas. \| \| San Pedro de la Paz (Verde) \| Av. Michimalonco, Av. Pedro Aguirre Cerda, Anfiteatro, Teletón, Andalué, Candelaria, Boca Sur, Michaihue, Lomas Coloradas, Arauco Premium Outlet, INACAP, Francisco Coloane, El Rosario, Recodo, El Venado, San Pedro de la Costa, Villa Spring Hill, Huertos Familiares, Pioneros, Villa San Pedro, Villa Evangelista. \| \| Penco (Turquesa) \| Playa de Penco, Penco Chico, Cerro Verde, Cerro Verde Bajo, Caleta el Refugio, Lirquén, Ríos de Chile, Cosmito, Penco Oriente, Lautaro II, Jaime Lea Plaza, Villa Montahue, Altos de Mavidahue, Los Forjadores, Bellavista, Hospital de Lirquén. \| \| Hualqui (Oro) \| Hualqui, Periquillo, Rinconada, Santa Josefina, Héroes de Chile, Villa Alonso de Ercilla, Terrazas de Hualqui, Cementerio, Villa El Sol, Gabriela Mistral, Villa Arboleda. \| | |
| Color | Barrios e hitos |
| Concepción Centro (Magenta) | Mall del Centro, Tribunales, Barrio Cívico, Galvarino, Barrio Universitario, Agüita de la Perdiz, Hospital Regional, Catedral de Concepción, Plaza de la Independencia, Mallplaza Mirador Biobío, Teatro Biobío, UdeC, Parque Ecuador, Plaza Perú, UST, Barrio Estación, Cerro Chepe, Cerro Caracol.                    |
| Concepción Oriente (Morado) | Av. Collao, Estadio, Gimnasio Municipal, Terminal Collao, Valle Noble, Puchacay, Los Lirios, Los Fresnos, Valle Nonguén, La Araucana, Palomares, Los Queules, Lagos de Chile, U. del Bío-Bío, Zoo Concepción. |
| Concepción Norte (Negro) | Av. Andalién, Barrio Norte, UCSC, Laguna Lo Méndez, Chillancito, USS, Laguna Las Tres Pascualas, Santa Sabina, Villa Cap, Las Princesas, Valle Alto, Valle Blanco, Lomas de San Andrés, Lomas de San Sebastián, UDLA, Teniente Merino I y II, Los Notros, Laguna Lo Galindo.                                            |
| Concepción Poniente (Amarillo oro) | Av. 21 de Mayo, Lorenzo Arenas, Laguna Redonda, Vega Monumental, Cementerio General, El Golf, Población Juan Pablo II (Pertenece a Hualpén: René Schneider, Valle Sta. María, Parque Central, UTFSM, Centro Urbano Biobío.)                                                                                             |
| Concepción Sur (Gris) | Av. Pedro de Valdivia, Sanatorio Alemán, Templo Concepción, UDD (Pertenece a Chiguayante: Lonco, Villuco.) |
| Talcahuano Norte (Rojo) | Av. Los Araucanos, Población La Gloria, Lobos Viejos, Nueva Los Lobos, Los Copihues, Villa Centinela 1 y 2, Mirador del Pacífico, Brisas del Mar, Vista Hermosa, Las Canchas, Hospital Naval, Caleta Tumbes. |
| Talcahuano Centro (Azul marino) | Av. Colón, Centro de Talcahuano, Portal Talcahuano, La Poza, Puerta Los Leones, Puerto San Vicente, San Vicente, Población Gaete, Estadio El Morro, La Tortuga, Monitor Huáscar. |
| Talcahuano Sur (Burdeo) | Higueras, Hospital Las Higueras, Las Salinas, San Marcos, Santa Marta, Perales, Denavi Sur, Estadio CAP, Villa San Martín, Huachicoop, Industrias, Huachipato, Cruz del Sur, Medio Camino, Santa Leonor, Brisas del Sol, UNAB, Mallplaza Trébol, Casino Marina del Sol, INACAP, Aeropuerto Carriel Sur.                 |
| Hualpén (Naranjo) | Av. Gran Bretaña, ENAP, Hualpén, CCU, 4 Esquinas, Peñuelas, Florestas, Padre Hurtado, Cerro Amarillo, Lan-B, Lan-C, Cuatro Canchas, Cerro Gándara, Caleta Lenga, Portal Biobío, Club Hípico, Costanera, (Pertenece a Talcahuano: Diego Portales).                                                                       |
| Chiguayante (Celeste) | Av. Manuel Rodríguez, 8 Oriente, Los Altos, Chiguayante Sur, Museo Stom, Leonera, Los Bloques, Porvenir, Valle Piedra, Valle del Sol, Villa La Unión, Villa Cruz del Sur, Plazas del Sol, La Pradera I y II, Villa Los Presidentes, Las Américas.                                                                       |
| San Pedro de la Paz (Verde) | Av. Michimalonco, Av. Pedro Aguirre Cerda, Anfiteatro, Teletón, Andalué, Candelaria, Boca Sur, Michaihue, Lomas Coloradas, Arauco Premium Outlet, INACAP, Francisco Coloane, El Rosario, Recodo, El Venado, San Pedro de la Costa, Villa Spring Hill, Huertos Familiares, Pioneros, Villa San Pedro, Villa Evangelista. |
| Penco (Turquesa) | Playa de Penco, Penco Chico, Cerro Verde, Cerro Verde Bajo, Caleta el Refugio, Lirquén, Ríos de Chile, Cosmito, Penco Oriente, Lautaro II, Jaime Lea Plaza, Villa Montahue, Altos de Mavidahue, Los Forjadores, Bellavista, Hospital de Lirquén.                                                                        |
| Hualqui (Oro) | Hualqui, Periquillo, Rinconada, Santa Josefina, Héroes de Chile, Villa Alonso de Ercilla, Terrazas de Hualqui, Cementerio, Villa El Sol, Gabriela Mistral, Villa Arboleda. |

Además, las empresas operadoras son numeradas según la zona donde se encuentre o encontraba su terminal al momento de la licitación del 2002:
| Color               | Numeración de empresas operadoras                         |
| ------------------- | --------------------------------------------------------- |
| Chiguayante         | Empresas del 10 al 18                                     |
| San Pedro de la Paz | Empresas del 20 al 24                                     |
| Penco               | Empresas del 30 al 32                                     |
| Hualpén             | Empresas del 40 al 44 Empresa 02 (antiguo servicio local) |
| Talcahuano Norte    | Empresas del 50 al 56                                     |
| Talcahuano Centro   | Empresas del 50 al 56                                     |
| Talcahuano Sur      | Empresas del 50 al 56                                     |
| Concepción Norte    | Empresas del 60 al 65                                     |
| Concepción Oriente  | Empresas del 70 al 72                                     |
| Hualqui             | Empresas 80 y 81                                          |
| Concepción Poniente | Empresa 90                                                |
| Concepción Centro   | No tiene terminal                                         |
| Concepción Sur      | No tiene terminal                                         |

### Identificación de los recorridos
La asignación de letras en los recorridos consiste a base de las 13 zonas, es decir que una zona representa un color y que consta de las 26 letras del abecedario. No obstante que en los primeros años de vigencia de la licitación del 2002 se prohibía repetir letras dentro de la misma zona, con el correr del tiempo comenzó a implementarse recorridos con letras que ya habían sido ocupadas por otras empresas.
En la siguiente tabla muestra las letras que están usadas (u), disponibles (d) y donde se puede ver letras repetidas en servicios en la Zona Talcahuano Norte.
| Línea                 | A   | B   | C   | D   | E   | F | G | H | I   | J   | K   | L | M | N | O | P | Q | R | S | T   | U | V | X | Y | Z |
| --------------------- | --- | --- | --- | --- | --- | - | - | - | --- | --- | --- | - | - | - | - | - | - | - | - | --- | - | - | - | - | - |
| 02 Buses Hualpensan   | 02A | u   | u   | u   | u   | d | d | d | u   | u   | 02K | d | d | d | d | d | d | d | d | u   | d | d | d | d | d |
| 10 Vía Láctea         | 10A | 10B | 10C | 10D | u   | d | d | d | u   | 10J | u   | d | d | d | d | d | d | d | d | 10T | d | d | d | d | d |
| 31 Ruta del Mar       | u   | u   | u   | 31D | u   | d | d | d | u   | u   | u   | d | d | d | d | d | d | d | d | u   | d | d | d | d | d |
| 32 Buses Ruta del Mar | u   | u   | u   | u   | 32E | d | d | d | u   | 32J | u   | d | d | d | d | d | d | d | d | u   | d | d | d | d | d |
| 70 Las Bahías         | u   | u   | u   | u   | u   | d | d | d | 70I | 70J | 70K | d | d | d | d | d | d | d | d | u   | d | d | d | d | d |

| 70J - Los Copihues | 10J - Centinela | 32J - Lobos Viejos |
| ------------------ | --------------- | ------------------ |
|                    |                 |                    |

| Zonas               | letras repetidas                                    |
| ------------------- | --------------------------------------------------- |
| Concepción Norte    | 60L – 63L                                           |
| Concepción Oriente  | 40B – 23B / 14Z – 72Z / 41C - 23C                   |
| Talcahuano Norte    | 10A – 02A / 31D – 10D / 70J – 10J – 32J / 70K – 02K |
| Talcahuano Centro   | 14H – 16H / 20J – 80J                               |
| Hualpén             | 40P – 02P                                           |
| Chiguayante         | 10K – 16K / 10M – 11M                               |
| San Pedro de la Paz | 20F / 24F                                           |
| Penco               | 30H / 62H                                           |

### Manual de normas gráficas
Es el instrumento utilizado para indicar las señales visuales a los usuarios, tanto en buses como en la vía pública. En los primeros, se utiliza para indicar la placa patente única (PPU), empresa operadora, forma del itinerario electrónico y su disposición, entre otros. En el caso de la vía pública, esta define la forma de la señalética, el tipo de parada y la información relevante al sistema.

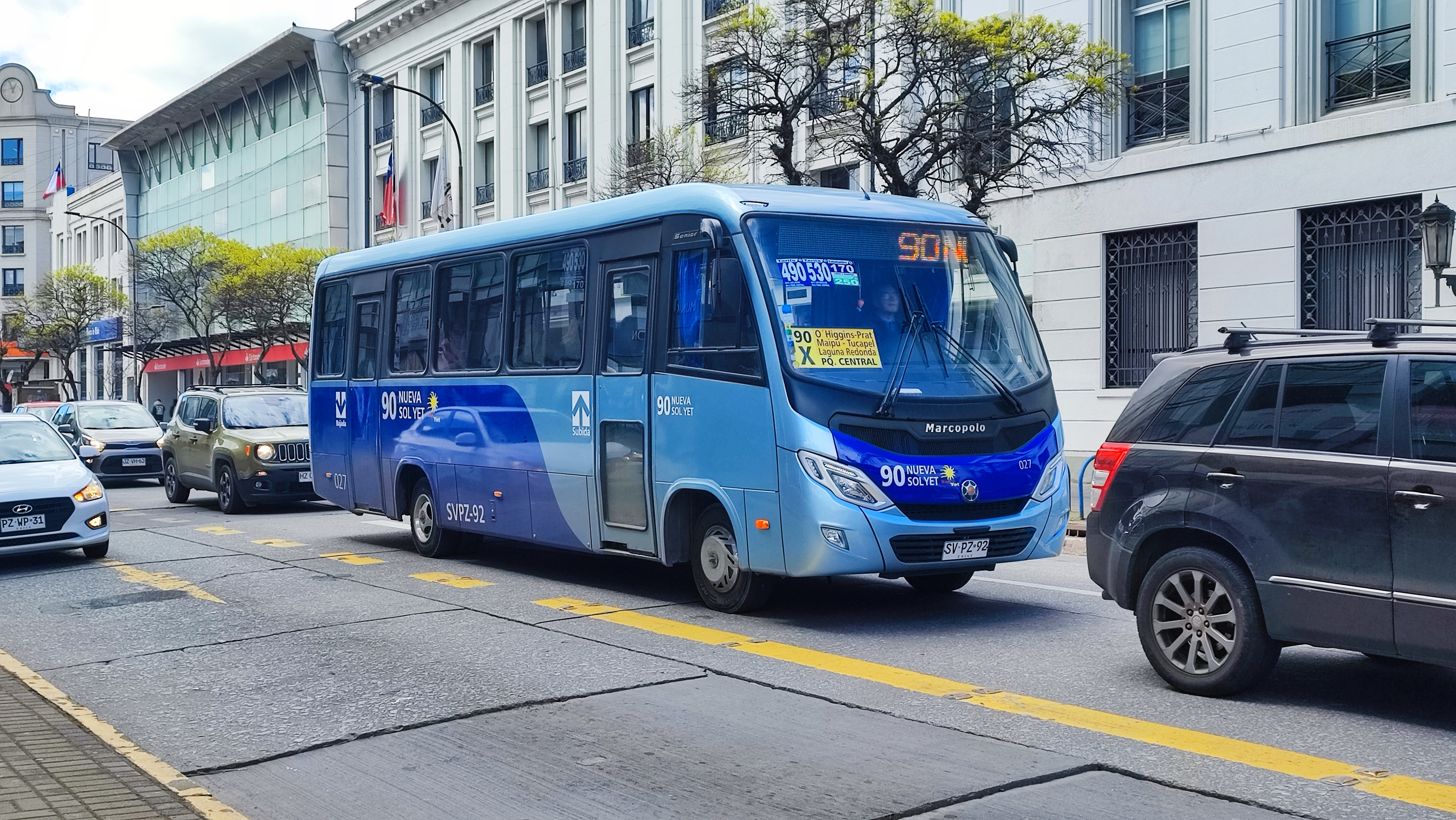
Bus de la UN90 de la empresa operadora Nueva Sol Yet. Los colores de las máquinas del Perímetro, continuarán siendo los mismos que de la licitación del 2002, que son:
Color fondo principal: Celeste plateado metálico
Color fondo secundario: Azul marino

El 29 de diciembre de 2023 se emitió el "Manual de Normas Gráficas del Sistema de Transporte Público Metropolitano del Gran Concepción, año 2024", la primera del Perímetro de Exclusión y que trata respecto a los colores de buses y señales gráficas externas e internas de cada máquina; el cual mantiene gran parte de las normas gráficas implementadas en la licitación del 2002, con dos novedades: la prohibición de adhesivos u objetos decorativos tanto al exterior como al interior del bus que no sean los autorizados por la norma gráfica, y la implementación de norma gráfica para buses con tableros LED. El 14 de febrero de 2024 se emite una segunda edición corrigiendo algunos aspectos.
Respecto de las normas gráficas en la vía pública, y hasta que no se disponga uno nuevo, continúa rigiendo el último manual al respecto, de abril del 2016.

#### Exterior de los buses

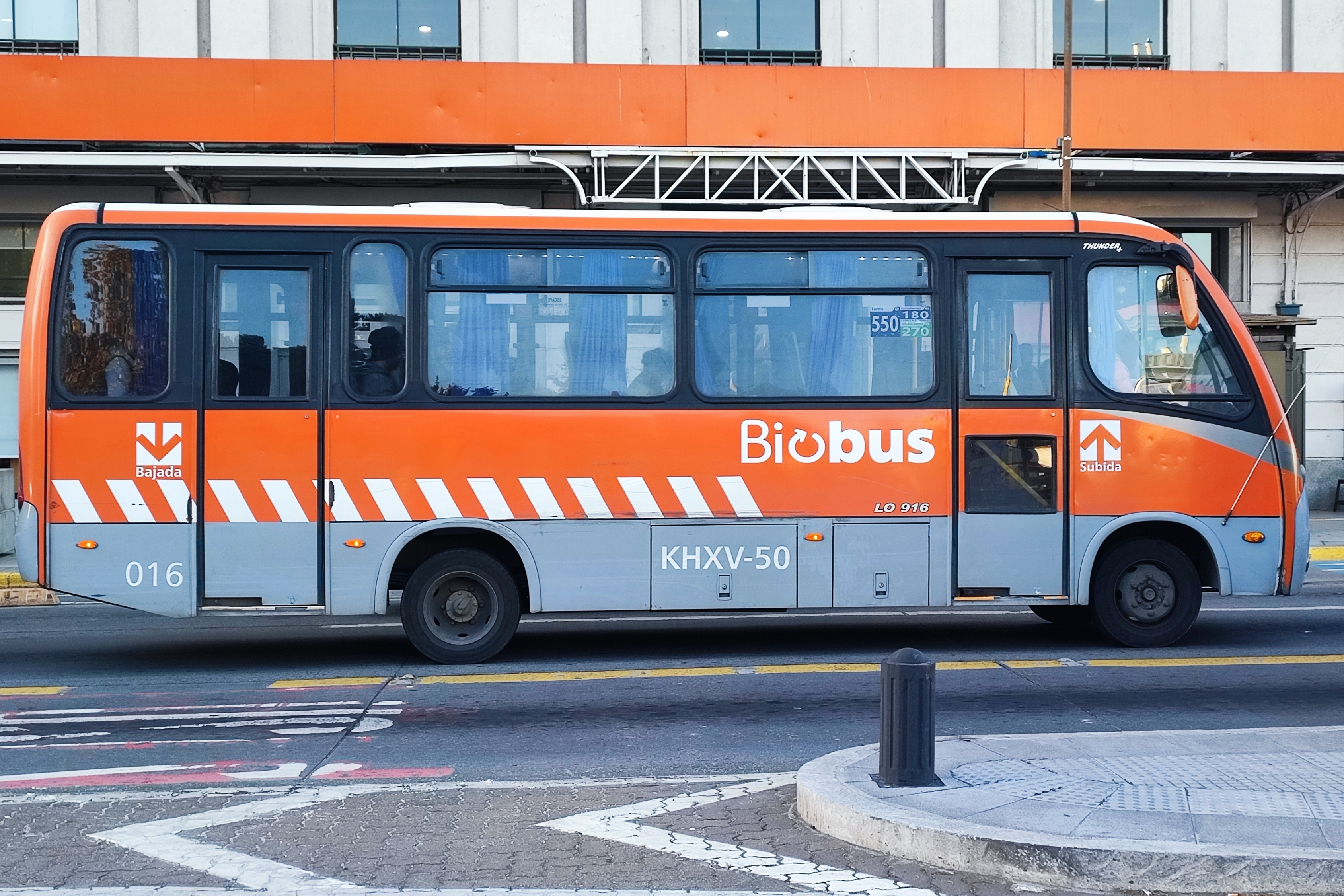
Bus de la UNB0 correspondiente al servicio Biobús. Es la única Unidad de Negocio autorizada a usar colores distintos, teniendo el color naranja como principal.

Los buses mantendrán los colores implementados el 2002, según el manual de normas gráficas: color Celeste metálico plateado en la parte superior, y azul marino en la parte inferior. La única unidad de negocio cuyo color de máquinas es distinto, es la correspondiente a la UNB0 del servicio Biobús, que mantiene el color naranja característico del antiguo plan Biovías.
En los laterales y atrás del bus deberá ir el nombre de la empresa operadora junto al número asignado en la licitación del 2002, y opcionalmente el logo de la empresa operadora. Además, deberá indicar el número de máquina y la patente.

#### Letrero Único de Recorrido en vinilo
El letrero único de recorrido (LUR) es la gráfica que informa al pasajero del servicio de que se trata (en la parte izquierda), de los principales hitos del recorrido (máximo 6) y del destino del mismo (en la parte inferior). Históricamente se ha ocupado el formato físico (en vinilo) que se mantiene con el Perímetro, pero a contar de esta nueva regulación se agrega formalmente el formato electrónico mediante tableros o letreros LED. Esta pieza de información debe ir siempre visible para el usuario.

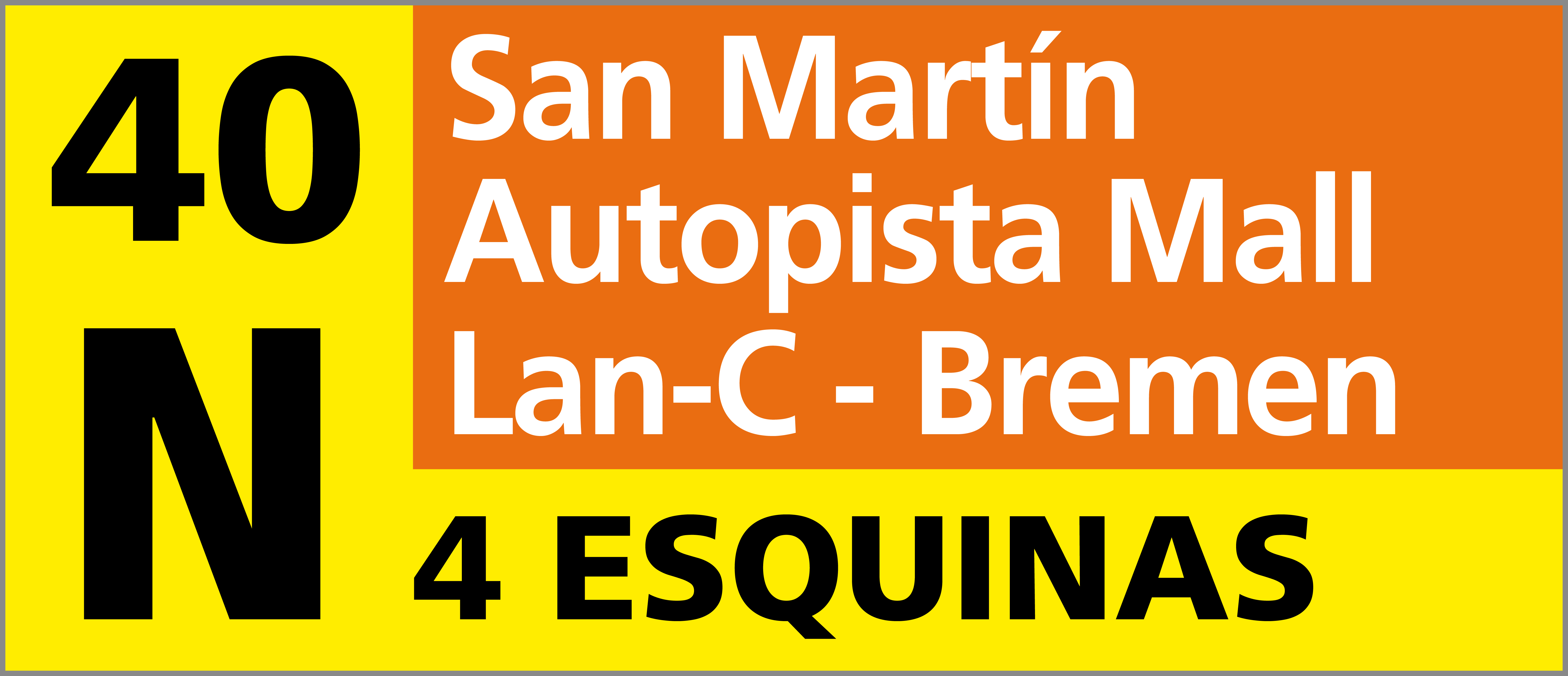
Servicio 40N de Las Golondrinas

En el caso del LUR en vinilo, cada letrero debe contener el color de la zona de destino en la parte superior derecha y más la descripción de las principales avenidas o hitos importantes, en la parte inferior escrito el destino final, ejemplo: 4 ESQUINAS también debe llevar el número de la línea en la parte superior izquierda, ejemplo: 40 y en la parte inferior la letra de la Variante del recorrido, ejemplo letra: N.

#### Itinerario electrónico

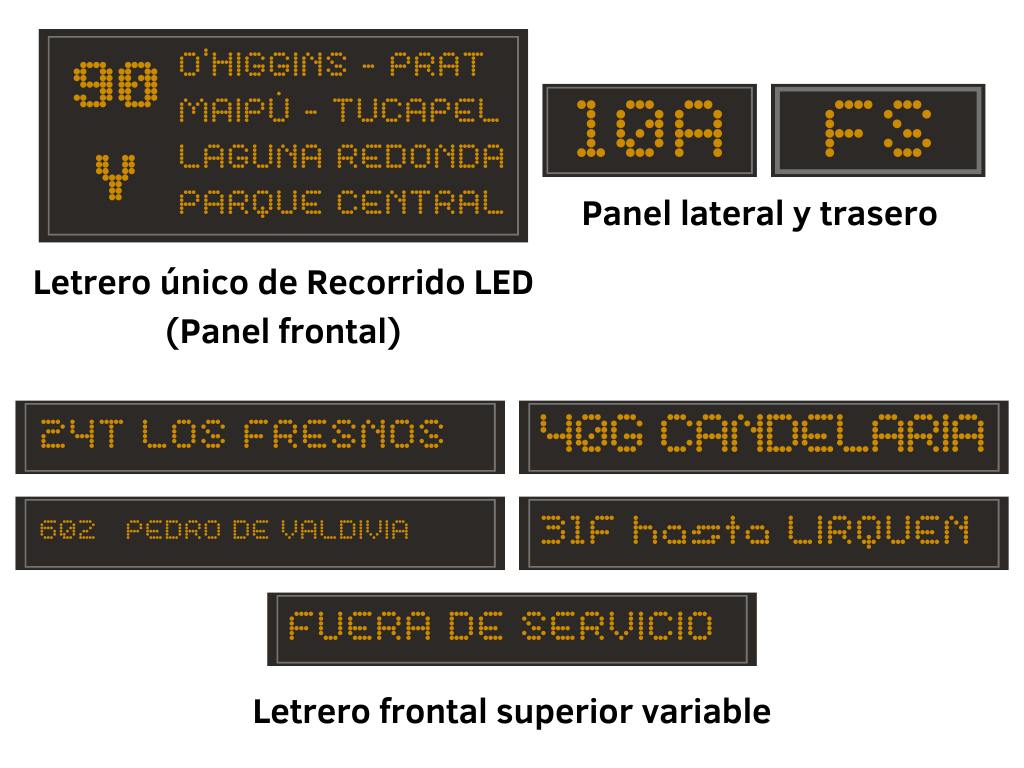
Formato de itinerario electrónico en servicio y "fuera de servicio".

Es la novedad dentro del Manual de Normas Gráficas 2024. Corresponden a un panel de fondo oscuro con leds anaranjados, el cual está ubicado en la parte frontal, lateral y trasera del vehículo, los últimos de menor tamaño.
Al inicio de la implementación del Perímetro de Exclusión del Gran Concepción, gran parte de las máquinas solo cuentan con un panel frontal superior electrónico (o "Letrero frontal superior variable") que hasta entonces tenían total libertad de uso por no estar en las normas gráficas de la licitación del 2002. Sin embargo, la nueva normativa gráfica implementada con el Perímetro de Exclusión los incorpora.

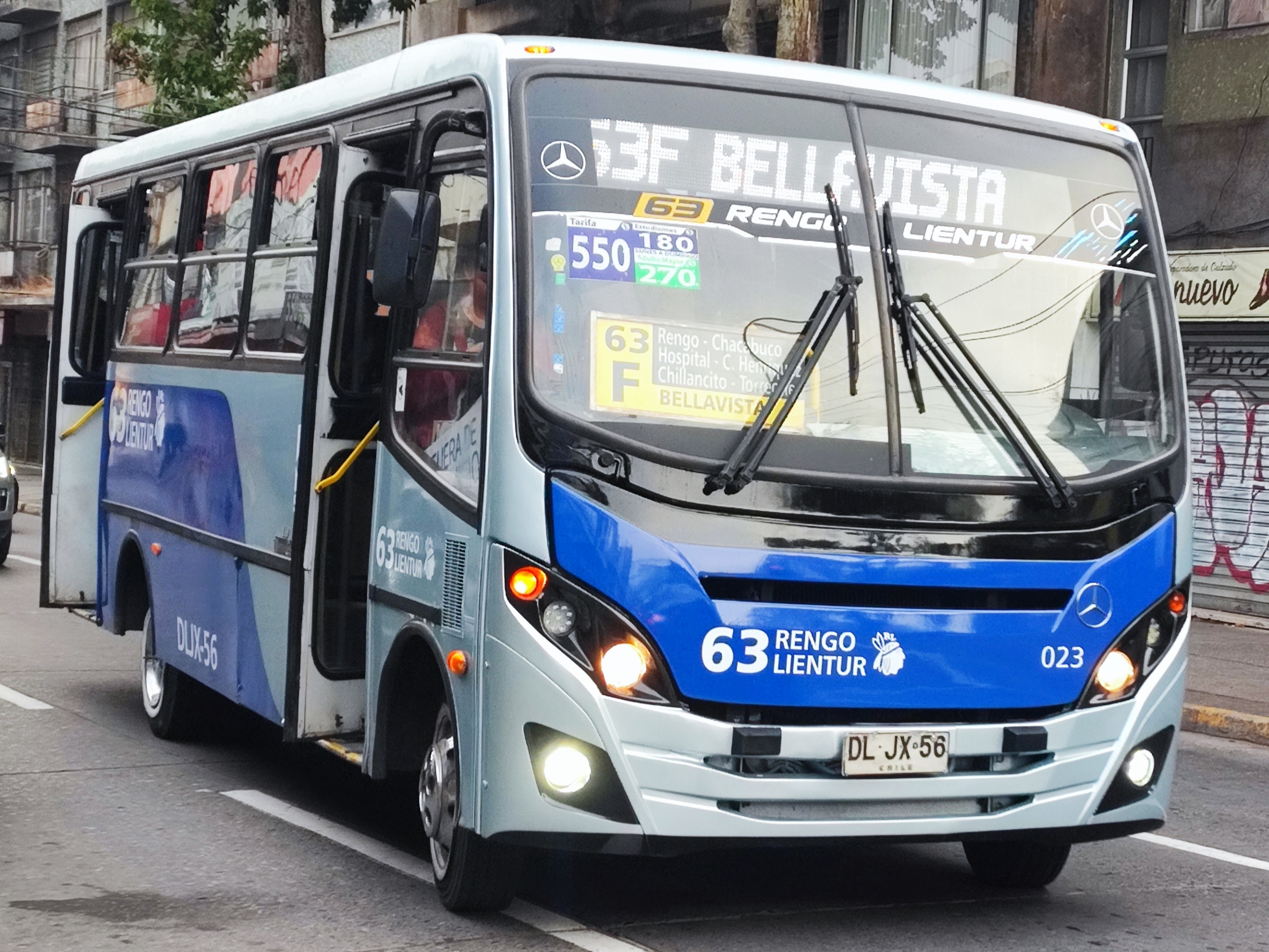
Bus de la empresa operadora Rengo Lientur, de la UN63, con el letrero frontal superior LED acorde a las normas gráficas.

Se exige que debe ir siempre encendido con el servicio que realiza y el destino, permitiéndose si la extensión del letrero lo permite, incorporar la palabra en minúscula "hasta", por ejemplo: «24T LOS FRESNOS», «60Z PEDRO DE VALDIVIA» o «31F hasta LIRQUEN»; evitando destellos o desvanecimiento. Cuando el bus no realiza servicio de pasajeros debe mostrar la leyenda «FUERA DE SERVICIO». En todos los casos, se debe utilizar el formato de letra más grande permitido por el dispositivo. Desde febrero de 2024 se exige a todas las máquinas posterior al año 2013 que su letrero frontal superior sea electrónico.
Con la implementación de máquinas más modernas, entre ellas las que cuenten con estándar RED, se comenzará a usar paneles electrónicos para reemplazar el letrero de recorrido en vinilo; y en dicho sentido, la norma gráfica establece su propia regulación. Para las máquinas que cuenten con estos paneles, el letrero único de recorrido LED se establece con una la distribución semejante a la del formato vinilo, exigiendo un máximo de seis líneas de texto, con la identificación del recorrido a la izquierda, y los principales hitos del recorrido a la derecha, todas en mayúsculas.

#### Señal de parada
Señal que identifica el lugar de detención de los buses según el servicio realizado.
El anverso de la señal contiene en la parte superior un pictograma identificador (bus) y el nombre de la parada, ambos sobre un fondo naranja. En la parte central van los servicios que se detienen en ella, con su destino, en un fondo blanco salvo la letra y el destino del respectivo servicio, los cuales tendrán el color del destino. En la parte inferior contiene la marca institucional del TPMC (Transporte Público Metropolitano de Concepción), junto con un link y código QR para reclamos, y el código de identificación del paradero, todo con un fondo negro. En letreros implementados posterior al 2023 en la parte inferior además se agrega un código QR que lleva a la aplicación de "RED Regional". El reverso, en tanto, contiene información más detallada de los servicios, identificando los principales ejes o hitos que recorre el bus. En el caso de las paradas divididas o estaciones de trasbordo se incorpora una pestaña lateral que indica los servicios que se detienen en paradas cercanas.

La información de los servicios se rellena siempre de izquierda a derecha, en orden de menor a mayor según el número de la unidad de negocio, y si una unidad de negocio tiene más de un servicio con detención en el paradero, se ordenan los servicios en orden alfabético; tanto en el anverso como reverso de la señal. Los servicios del Biobus, del Perímetro de Exclusión de Tomé y de la locomoción hacia Coronel y Lota se disponen al final de cada letrero; en los primeros dos casos en orden numérico de sus servicios, y en el caso de la locomoción hacia Coronel y Lota solo se indica en un espacio "CORONEL LOTA".

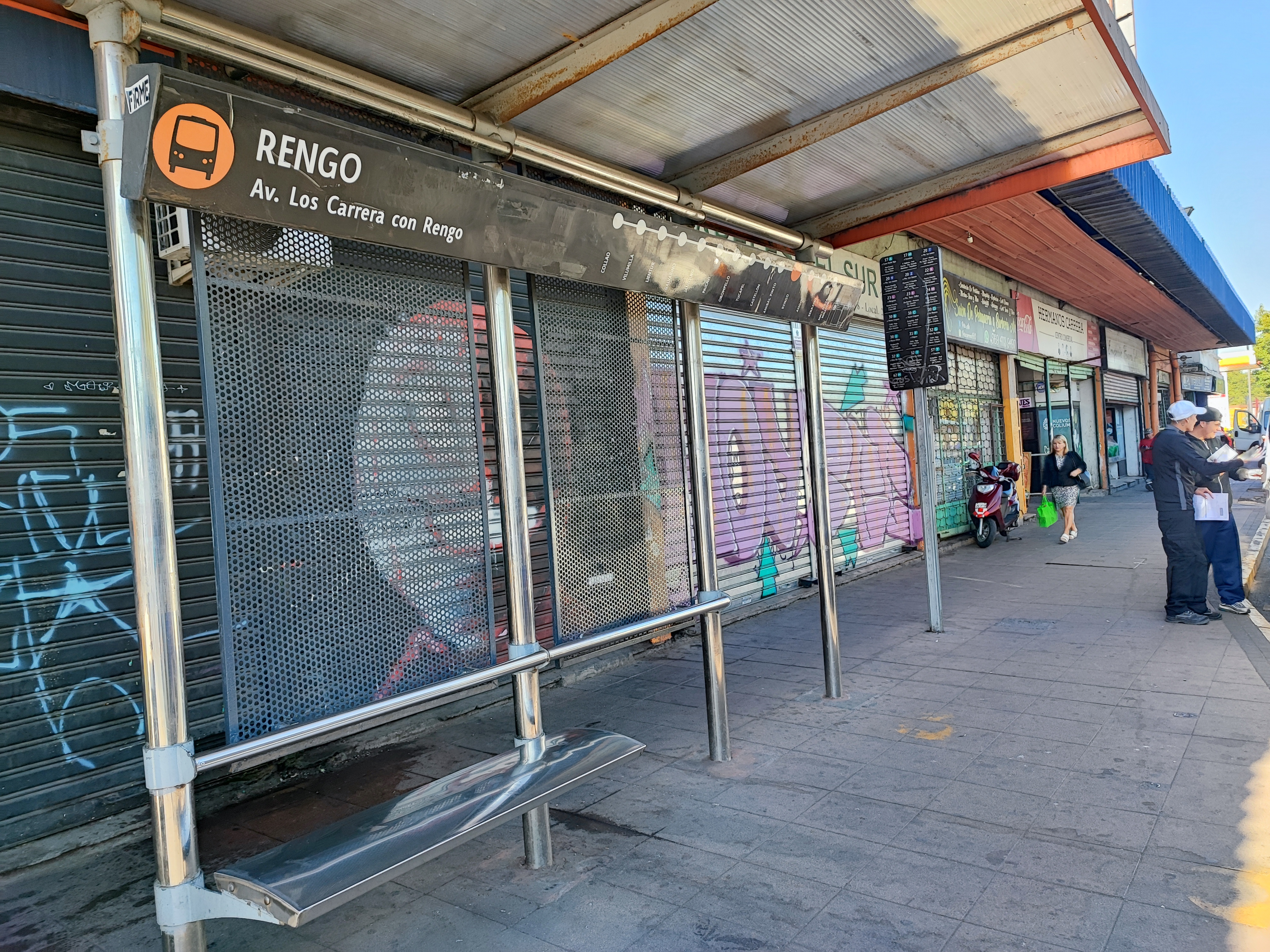
Paradero de Av. Los Carrera (con corredor de transporte público), esquina con calle Rengo. Posee señal de parada del TPMC, techo naranja y cenefa según normas gráficas del TPMC.

El manual de normas gráficas de las señales de parada dispone 5 tipos de letreros según la cantidad de servicios con detención en dicha parada: 1 a 2 servicios, 3 a 6 servicios, 7 a 12 servicios, 13 a 18 servicios, y 19 a 21 servicios. Los primeros dos se ordenan en filas pares, mientras que los últimos tres se ordenan en filas de a tres. En el caso de los letreros de 13 a 18, y de 19 a 21 servicios, el poste debe ocultarse implementándose otra placa para el reverso. En algunos casos, se permite la implementación de más de un letrero en el mismo paradero, dependiendo de la cantidad de servicios con detención en dicho paradero.
Respecto a los paraderos techados, no existe norma gráfica al respecto. No obstante, en corredores de Transporte Público y principales calles y avenidas desde el 2016 se implementan paraderos estilizados aplicando de forma análoga las normas gráficas para las señales de parada. Estos paraderos techados estilizados son de techo naranja, e incorporan una cenefa que indica el nombre del paradero y su ubicación. En el caso de corredores de Transporte Público se dispone en la cenefa una gráfica lineal con todos los paraderos del respectivo corredor.

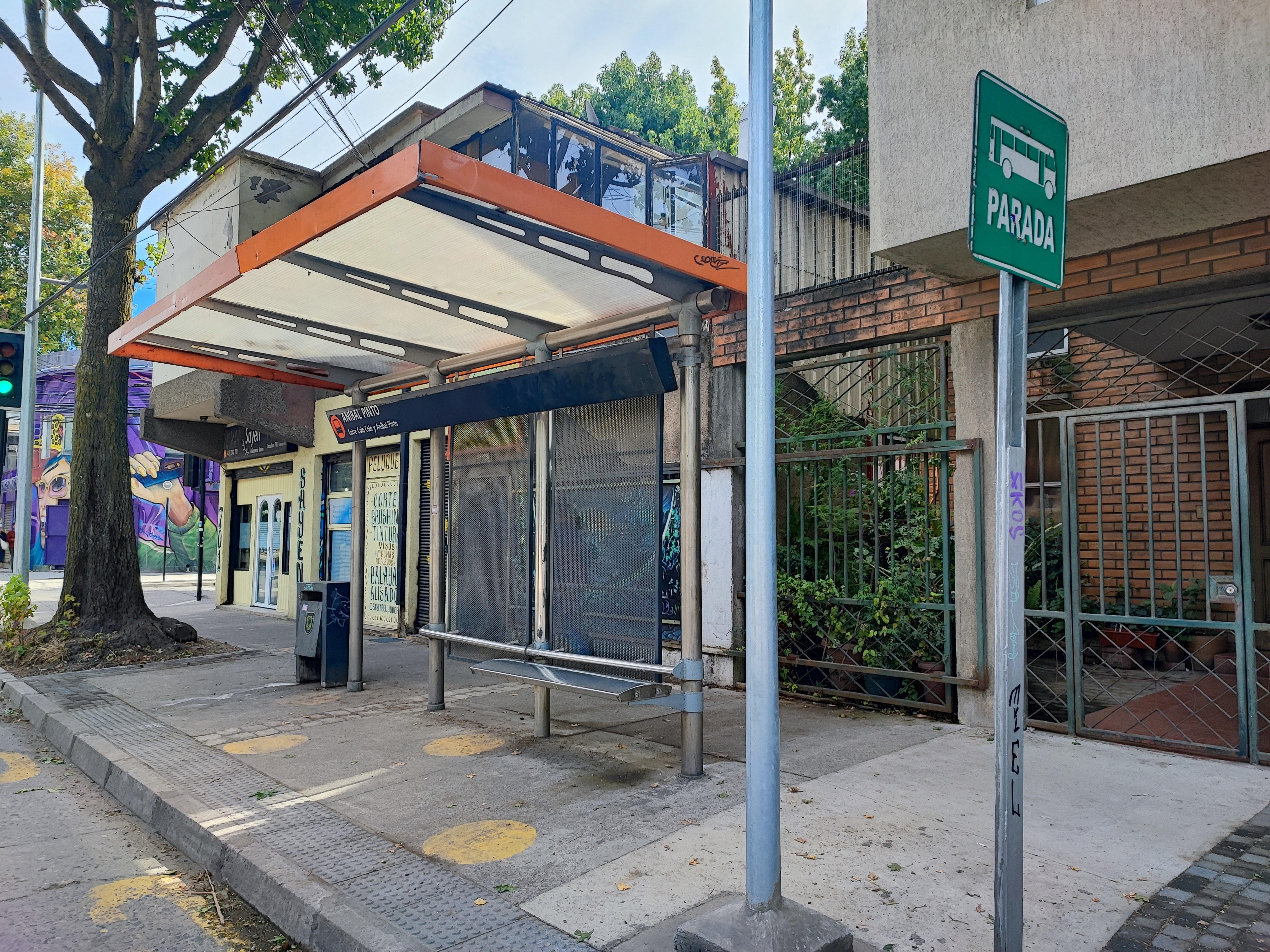
Paradero techado de Av. Chacabuco esquina Aníbal Pinto. Posee techo naranja y cenefa según normas gráficas del TPMC, pero su señal de parada es el estándar a nivel nacional (verde de fondo).

La implementación tanto de paraderos techados estilizados como las señales de parada acordes a las normas gráficas ha sido lento, implementándose fundamentalmente en principales avenidas y calles del Gran Concepción, y especialmente en corredores de Transporte Público. Los corredores de transporte público implementados desde el 2015 incluyen las señales de parada y paraderos techados según las normas gráficas. Pero respecto de otras calles con tránsito del transporte público, se implementa la señal de parada estándar en Chile color verde, el pictograma identificador (bus) y la palabra "PARADA", y en caso de contar con paraderos techados, ninguno incluye cenefa y en algunos casos cuentan con techo naranja, mientras que otros por lo general son de color azul.

## Empresas operadoras
En la regulación del Perímetro de Exclusión del Gran Concepción se contemplan 36 "unidades de negocio" (cada una bajo la sigla "UN"), identificadas conforme a la licitación de la locomoción colectiva del 2002: 35 unidades identificadas numéricamente con dos dígitos, entre el 02 y el 90, y la última unidad identificada bajo el código B0, correspondiente al Biobús. Cada unidad de negocio está asignado a una empresa operadora, pudiendo existir dos o más unidades de negocio entregada a la misma empresa, como es el caso de la empresa Ruta Las Playas S.A. que posee las unidades de negocio 30 y 50.
Las unidades de negocio y las empresas que operan en las mismas, son:
| Unidad | Empresa operadora                                                                | Identificación | N.º de vehículos | N.º de recorridos | Incorporación al perímetro |
| ------ | -------------------------------------------------------------------------------- | -------------- | ---------------- | ----------------- | -------------------------- |
| UN02   | Transportes Hualpensan S.A.                                                      |                | 42               | 2                 | 6 de enero de 2024         |
| UN10   | Servicio de locomoción colectiva Vía Láctea S.A.                                 |                | 104              | 6                 | 1 de febrero de 2024       |
| UN11   | Sociedad de transportes Vía Futuro S.A.                                          |                | 68               | 3                 | 1 de enero de 2024         |
| UN12   | Sociedad de transportes Nueva Sotrapel S.A.                                      |                | 39               | 2                 | 1 de enero de 2024         |
| UN13   | Transportes Vía Siglo XXI S.A.                                                   |                | 44               | 1                 | 1 de enero de 2024         |
| UN14   | Transportes Colectivos Penco - Chiguayante Sur S.A.                              |                | 64               | 2                 | 6 de enero de 2024         |
| UN16   | Transportes Vía Universo S.A.                                                    |                | 41               | 2                 | 6 de enero de 2024         |
| UN17   | Expresos Plaza del Mall S.A.                                                     |                | 72               | 3                 | 6 de enero de 2024         |
| UN18   | Sociedad de Buses Expreso Concepción - Chiguayante S.A.                          |                | 28               | 1                 | 1 de enero de 2024         |
| UN20   | Sociedad comercializadora y servicio de locomoción colectiva Nueva Llacolén S.A. |                | 76               | 5                 | 6 de enero de 2024         |
| UN21   | Sociedad Riviera Ltda.                                                           |                | 29               | 1                 | 1 de enero de 2024         |
| UN22   | Comercializadora y servicios de locomoción colectiva San Pedro S.A.              |                | 84               | 5                 | 1 de abril de 2024         |
| UN23   | Comercial San Pedro Sur S.A.                                                     |                | 70               | 6                 | 1 de marzo de 2024         |
| UN24   | Servicio locomoción colectiva San Remo S.A.                                      |                | 54               | 2                 | 1 de marzo de 2024         |
| UN30   | Transportes Publico de Pasajeros Ruta Las Playas S.A.                            |                | 87               | 5                 | 1 de marzo de 2024         |
| UN31   | Sociedad de Transporte de Pasajeros Ruta del Mar SpA                             |                | 32               | 1                 | 1 de marzo de 2024         |
| UN32   | Sociedad comercial inmobiliaria Del Mar Ltda.                                    |                | 47               | 2                 | 1 de marzo de 2024         |
| UN40   | Servicio de locomoción colectiva Las Golondrinas S.A.                            |                | 64               | 2                 | 6 de enero de 2024         |
| UN41   | Sociedad de Transportes Mini Verde SpA.                                          |                | 49               | 2                 | 1 de marzo de 2024         |
| UN42   | Servicio de locomoción colectiva Mini Buses Hualpencillo S.A.                    |                | 56               | 2                 | 1 de febrero de 2024       |
| UN43   | Centauro Repuestos Ltda.                                                         |                | 33               | 1                 | 6 de enero de 2024         |
| UN44   | Comercial Centauro Ltda.                                                         |                | 38               | 2                 | 6 de enero de 2024         |
| UN50   | Transportes Publico de Pasajeros Ruta Las Playas S.A.                            |                | 43               | 2                 | 1 de marzo de 2024         |
| UN52   | Servicios de locomoción colectiva Géminis Sur Ltda.                              |                | 22               | 1                 | 6 de enero de 2024         |
| UN56   | Sociedad de transportes Buses Base Naval Ltda.                                   |                | 22               | 1                 | 13 de junio de 2024        |
| UN60   | Transportes de pasajeros Buses Tucapel S.A.                                      |                | 74               | 3                 | 1 de febrero de 2024       |
| UN62   | Buses Primavera S.A.                                                             |                | 69               | 2                 | 1 de febrero de 2024       |
| UN63   | Servicio de Locomoción colectiva Rengo Lientur SpA.                              |                | 63               | 4                 | 1 de marzo de 2024         |
| UN65   | Sociedad de Transportes Buses Cóndor SpA.                                        |                | 50               | 3                 | 1 de marzo de 2024         |
| UN70   | Transporte y administración Las Bahías S.A.                                      |                | 86               | 3                 | 1 de enero de 2024         |
| UN71   | Servicio de locomoción colectiva Puchacay S.A.                                   |                | 25               | 1                 | 6 de enero de 2024         |
| UN72   | Servicio de locomoción colectiva y comercial Pedro de Valdivia Universidad S.A.  |                | 24               | 2                 | 6 de enero de 2024         |
| UN80   | Ruta Las Galaxias S.A.                                                           |                | 96               | 4                 | 6 de enero de 2024         |
| UN81   | Sociedad de transportes e inversiones Vía del Sol S.A.                           |                | 29               | 1                 | 1 de marzo de 2024         |
| UN90   | Sociedad comercial de servicios y transportes Nueva Sol Yet S.A.                 |                | 38               | 2                 | 1 de enero de 2024         |
| UNB0   | Servicio de transporte intermodal S.A.                                           | Biobús         | 16               | 1                 | 1 de marzo de 2024         |

## Recorridos
Los recorridos o servicios del Perímetro de Exclusión del Gran Concepción están identificados por el número de unidad de negocio, junto a dos letras en mayúscula. Las letras (que pueden ser cualquiera de las 26 letras del abecedario, con excepción de la "Ñ") por separado indican si el servicio se encuentra realizando su recorrido de ida o de vuelta. Se exceptúan de esta regla los servicios de la unidad UNB0 (Biobús) los cuales se identifican con la letra "B" seguido del número de servicio (01 o 02).
Al momento de comenzar la implementación del Perímetro de Exclusión existen 88 servicios distribuidos en las 36 unidades de servicio, los cuales casi en su totalidad son continuadores de los servicios existentes en la licitación del 2002 al 31 de diciembre de 2023.
| Servicios del Perímetro de Exclusión del Gran Concepción | Servicios del Perímetro de Exclusión del Gran Concepción | Servicios del Perímetro de Exclusión del Gran Concepción | Servicios del Perímetro de Exclusión del Gran Concepción | Servicios del Perímetro de Exclusión del Gran Concepción | Servicios del Perímetro de Exclusión del Gran Concepción | Servicios del Perímetro de Exclusión del Gran Concepción   | Servicios del Perímetro de Exclusión del Gran Concepción |
| Servicio                                                 | Línea                                                    | Regreso                                                  | Regreso                                                  | Ida                                                      | Ida                                                      | Comunas abastecidas                                        | Kilómetros total                                         |
| -------------------------------------------------------- | -------------------------------------------------------- | -------------------------------------------------------- | -------------------------------------------------------- | -------------------------------------------------------- | -------------------------------------------------------- | ---------------------------------------------------------- | -------------------------------------------------------- |
| 02AD                                                     | Buses HualpensanUN02                                     | 02D                                                      | Diego Portales Hualpén                                   | 02A                                                      | Centinela Talcahuano Norte                               | Hualpén - Talcahuano                                       | 55,7 km aprox.                                           |
| 02KP                                                     | Buses HualpensanUN02                                     | 02P                                                      | Peñuelas Hualpén                                         | 02K                                                      | Los Copihues Talcahuano Norte                            | Hualpén - Talcahuano                                       | 57,9 km aprox.                                           |
| 10AN                                                     | Vía LácteaUN10                                           | 10N                                                      | Los Bloques Chiguayante                                  | 10A                                                      | Centinela Talcahuano Norte                               | Chiguayante - Concepción - Talcahuano                      | 82,1 km aprox.                                           |
| 10BO                                                     | Vía LácteaUN10                                           | 10O                                                      | Porvenir Chiguayante                                     | 10B                                                      | Lobos Viejos Talcahuano Norte                            | Chiguayante - Concepción - Talcahuano                      | 74,2 km aprox.                                           |
| 10CP                                                     | Vía LácteaUN10                                           | 10P                                                      | Leonera Chiguayante                                      | 10C                                                      | Tumbes Talcahuano Norte                                  | Chiguayante - Concepción - Talcahuano                      | 101,5 km aprox.                                          |
| 10DM                                                     | Vía LácteaUN10                                           | 10M                                                      | Leonera Chiguayante                                      | 10D                                                      | Las Canchas Talcahuano Norte                             | Chiguayante - Concepción - Talcahuano                      | 80,0 km aprox.                                           |
| 10JL                                                     | Vía LácteaUN10                                           | 10L                                                      | Los Bloques Chiguayante                                  | 10J                                                      | Centinela Talcahuano Norte                               | Chiguayante - Concepción - Talcahuano                      | 76,6 km aprox.                                           |
| 10TK                                                     | Vía LácteaUN10                                           | 10K                                                      | Leonera Chiguayante                                      | 10T                                                      | Tumbes Talcahuano Norte                                  | Chiguayante - Concepción - Talcahuano                      | 88,0 km aprox.                                           |
| 11CM                                                     | Vía FuturoUN11                                           | 11M                                                      | Los Bloques Chiguayante                                  | 11C                                                      | Talcahuano Talcahuano Centro                             | Chiguayante - Concepción - Talcahuano                      | 71,3 km aprox.                                           |
| 11EQ                                                     | Vía FuturoUN11                                           | 11Q                                                      | Los Bloques Chiguayante                                  | 11E                                                      | Talcahuano Talcahuano Centro                             | Chiguayante - Concepción - Talcahuano                      | 71,0 km aprox.                                           |
| 11FR                                                     | Vía FuturoUN11                                           | 11R                                                      | Porvenir Chiguayante                                     | 11F                                                      | Talcahuano Talcahuano Centro                             | Chiguayante - Concepción - Talcahuano                      | 71,3 km aprox.                                           |
| 12QA                                                     | Nueva SotrapelUN12                                       | 12A                                                      | Leonera Chiguayante                                      | 12Q                                                      | Puerto Talcahuano Centro                                 | Chiguayante - Concepción - Hualpén - Talcahuano            | 70,4 km aprox.                                           |
| 12RB                                                     | Nueva SotrapelUN12                                       | 12B                                                      | Leonera Chiguayante                                      | 12R                                                      | Puerto Talcahuano Centro                                 | Chiguayante - Concepción - Hualpén - Talcahuano            | 66,6 km aprox.                                           |
| 13GS                                                     | Vía Siglo XXIUN13                                        | 13S                                                      | Leonera Chiguayante                                      | 13G                                                      | Pta. Leones Talcahuano Centro                            | Chiguayante - Concepción - Talcahuano                      | 64,0 km aprox.                                           |
| 14HT                                                     | Chiguayante SurUN14                                      | 14T                                                      | Los Altos Chiguayante                                    | 14H                                                      | San Vicente Talcahuano Centro                            | Chiguayante - Concepción - Talcahuano                      | 69,5 km aprox.                                           |
| 14ZU                                                     | Chiguayante SurUN14                                      | 14U                                                      | Los Altos Policlínico Chiguayante                        | 14Z                                                      | Terminal Collao Concepción Oriente                       | Chiguayante - Concepción                                   | 43,5 km aprox.                                           |
| 16HK                                                     | Vía UniversoUN16                                         | 16K                                                      | Leonera Chiguayante                                      | 16H                                                      | San Vicente Talcahuano Centro                            | Chiguayante - Concepción - Talcahuano                      | 74,0 km aprox.                                           |
| 16IV                                                     | Vía UniversoUN16                                         | 16V                                                      | Leonera Chiguayante                                      | 16I                                                      | San Vicente Talcahuano Centro                            | Chiguayante - Concepción - Talcahuano                      | 75,2 km aprox.                                           |
| 17AW                                                     | Expresos ChiguayanteUN17                                 | 17W                                                      | Leonera Chiguayante                                      | 17A                                                      | C° Verde Bajo Penco                                      | Chiguayante - Concepción - Penco                           | 64,8 km aprox.                                           |
| 17MC                                                     | Expresos ChiguayanteUN17                                 | 17C                                                      | Leonera Chiguayante                                      | 17M                                                      | C° Verde Bajo Penco                                      | Chiguayante - Concepción - Penco                           | 66 km aprox.                                             |
| 17OX                                                     | Expresos ChiguayanteUN17                                 | 17X                                                      | Leonera Chiguayante                                      | 17O                                                      | Valle Nonguén Concepción Oriente                         | Chiguayante - Concepción                                   | 49,5 km aprox.                                           |
| 18PY                                                     | Buses PalomaresUN18                                      | 18Y                                                      | Hualqui                                                  | 18P                                                      | Palomares Concepción Oriente                             | Hualqui - Chiguayante - Concepción                         | 77,7 km aprox.                                           |
| 20JL                                                     | Nueva LlacolénUN20                                       | 20L                                                      | Boca Sur San Pedro de la Paz                             | 20J                                                      | Pta. Leones Talcahuano Centro                            | San Pedro - Concepción - Talcahuano                        | 62,5 km aprox.                                           |
| 20TM                                                     | Nueva LlacolénUN20                                       | 20M                                                      | San Pedro de la Costa San Pedro de la Paz                | 20T                                                      | Pta. Leones Talcahuano Centro                            | San Pedro - Concepción - Talcahuano                        | 63,0 km aprox.                                           |
| 20VA                                                     | Nueva LlacolénUN20                                       | 20A                                                      | Boca Sur San Pedro de la Paz                             | 20V                                                      | Pta. Leones Talcahuano Centro                            | San Pedro - Concepción - Talcahuano                        | 58,6 km aprox.                                           |
| 20ZW                                                     | Nueva LlacolénUN20                                       | 20W                                                      | San Pedro de la Costa San Pedro de la Paz                | 20Z                                                      | Pta. Leones Talcahuano Centro                            | San Pedro - Concepción - Talcahuano                        | 61,5 km aprox.                                           |
| 20NF                                                     | Nueva LlacolénUN20                                       | 20F                                                      | Lomas Coloradas San Pedro de la Paz                      | 20N                                                      | Pta. Leones Talcahuano Centro                            | San Pedro - Concepción - Talcahuano                        | 65 km aprox.                                             |
| 21QB                                                     | Riviera Bio BíoUN21                                      | 21B                                                      | Candelaria San Pedro de la Paz                           | 21Q                                                      | Terminal Collao Concepción Oriente                       | San Pedro - Concepción                                     | 34,4 km aprox.                                           |
| 22JO                                                     | San PedroUN22                                            | 22O                                                      | San Pedro de la Costa San Pedro de la Paz                | 22J                                                      | Collao Concepción Oriente                                | San Pedro - Concepción                                     | 34,9 km aprox.                                           |
| 22KD                                                     | San PedroUN22                                            | 22D                                                      | Michaihue San Pedro de la Paz                            | 22K                                                      | Araucana Concepción Oriente                              | San Pedro - Concepción                                     | 41,3 km aprox.                                           |
| 22RC                                                     | San PedroUN22                                            | 22C                                                      | L. Coloradas - F. Coloane San Pedro de la Paz            | 22R                                                      | U. Bío-Bío Concepción Oriente                            | San Pedro - Concepción                                     | 50,8 km aprox.                                           |
| 22SN                                                     | San PedroUN22                                            | 22N                                                      | Michaihue San Pedro de la Paz                            | 22S                                                      | Araucana Concepción Oriente                              | San Pedro - Concepción                                     | 40,5 km aprox.                                           |
| 22XE                                                     | San PedroUN22                                            | 22E                                                      | Candelaria San Pedro de la Paz                           | 22X                                                      | Galvarino Concepción Centro                              | San Pedro - Concepción                                     | 24,7 km aprox.                                           |
| 23AQ                                                     | Buses San Pedro Del MarUN23                              | 23Q                                                      | Michaihue San Pedro de la Paz                            | 23A                                                      | Terminal Collao Concepción Oriente                       | San Pedro - Concepción                                     | 52,0 km aprox.                                           |
| 23EV                                                     | Buses San Pedro Del MarUN23                              | 23V                                                      | Michaihue San Pedro de la Paz                            | 23E                                                      | Camino Nonguén / Estanque Concepción Oriente             | San Pedro - Concepción                                     | 40,6 km aprox.                                           |
| 23BS                                                     | Buses San Pedro Del MarUN23                              | 23S                                                      | Michaihue San Pedro de la Paz                            | 23B                                                      | Terminal Collao Concepción Oriente                       | San Pedro - Concepción                                     | 32,8 km aprox.                                           |
| 23LP                                                     | Buses San Pedro Del MarUN23                              | 23P                                                      | Michaihue San Pedro de la Paz                            | 23L                                                      | Valle Nonguén Concepción Oriente                         | San Pedro - Concepción                                     | 38,2 km aprox.                                           |
| 23NT                                                     | Buses San Pedro Del MarUN23                              | 23T                                                      | San Pedro de la Costa San Pedro de la Paz                | 23N                                                      | Terminal Collao Concepción Oriente                       | San Pedro - Concepción                                     | 31,8 km aprox.                                           |
| 23CH                                                     | Buses San Pedro Del MarUN23                              | 23H                                                      | Raul Silva Henriquéz San Pedro de la Paz                 | 23C                                                      | Terminal Collao Concepción Oriente                       | San Pedro - Concepción                                     | 54,3 km aprox.                                           |
| 24MF                                                     | San RemoUN24                                             | 24F                                                      | Candelaria San Pedro de la Paz                           | 24M                                                      | Los Fresnos Concepción Oriente                           | San Pedro - Concepción                                     | 32,2 km aprox.                                           |
| 24TR                                                     | San RemoUN24                                             | 24R                                                      | Candelaria San Pedro de la Paz                           | 24T                                                      | Los Fresnos Concepción Oriente                           | San Pedro - Concepción                                     | 31,0 km aprox.                                           |
| 30MB                                                     | Ruta Las PlayasUN30                                      | 30B                                                      | Penco - Lirquén Penco                                    | 30M                                                      | Industrias Talcahuano Sur                                | Penco - Concepción - Hualpén - Talcahuano                  | 69,7 km aprox.                                           |
| 30NC                                                     | Ruta Las PlayasUN30                                      | 30C                                                      | Penco - Lirquén Penco                                    | 30N                                                      | Higueras Talcahuano Sur                                  | Penco - Concepción - Hualpén - Talcahuano                  | 65,3 km aprox.                                           |
| 30QE                                                     | Ruta Las PlayasUN30                                      | 30E                                                      | Penco Chico Penco                                        | 30Q                                                      | Higueras Talcahuano Sur                                  | Penco - Concepción - Hualpén - Talcahuano                  | 66,2 km aprox.                                           |
| 30RD                                                     | Ruta Las PlayasUN30                                      | 30D                                                      | Ríos de Chile Penco                                      | 30R                                                      | Higueras Talcahuano Sur                                  | Penco - Concepción - Hualpén - Talcahuano                  | 71,0 km aprox.                                           |
| 30ZH                                                     | Ruta Las PlayasUN30                                      | 30H                                                      | Penco - Lirquén Penco                                    | 30Z                                                      | Higueras Talcahuano Sur                                  | Penco - Concepción - Hualpén - Talcahuano                  | 68,0 km aprox.                                           |
| 31DF                                                     | Ruta Del MarUN31                                         | 31F                                                      | Lirquén Penco                                            | 31D                                                      | Lobos Viejos Talcahuano Norte                            | Penco - Concepción - (Hualpén sólo Av. Colón) - Talcahuano | 82,6 km aprox.                                           |
| 32EG                                                     | Buses Ruta Del MarUN32                                   | 32G                                                      | Ríos de Chile Penco                                      | 32E                                                      | Lobos Viejos Talcahuano Norte                            | Penco - Concepción - (Hualpén sólo Av. Colón) - Talcahuano | 81,9 km aprox.                                           |
| 32JK                                                     | Buses Ruta Del MarUN32                                   | 32K                                                      | Ríos de Chile Penco                                      | 32J                                                      | Lobos Viejos Talcahuano Norte                            | Penco - Concepción - (Hualpén sólo Av. Colón) - Talcahuano | 83,2 km aprox.                                           |
| 40BP                                                     | Las GolondrinasUN40                                      | 40P                                                      | 4 Esquinas Hualpén                                       | 40B                                                      | Araucana Concepción Oriente                              | Hualpén - Concepción                                       | 38,1 km aprox.                                           |
| 40GN                                                     | Las GolondrinasUN40                                      | 40N                                                      | 4 Esquinas Hualpén                                       | 40G                                                      | Candelaria San Pedro de la Paz                           | Hualpén - Concepción - San Pedro                           | 50,3 km aprox.                                           |
| 41CR                                                     | Buses Mini VerdeUN41                                     | 41R                                                      | Hualpén                                                  | 41C                                                      | Terminal Collao Concepción Oriente                       | Hualpén - Concepción                                       | 38,2 km aprox.                                           |
| 41QV                                                     | Buses Mini VerdeUN41                                     | 41V                                                      | Hualpén                                                  | 41Q                                                      | Concepción Concepción Centro                             | Hualpén - Concepción                                       | 36,7 km aprox.                                           |
| 42FW                                                     | Mini Buses HualpencilloUN42                              | 42W                                                      | Hualpén                                                  | 42F                                                      | Concepción Concepción Centro                             | Hualpén - Concepción                                       | 31,2 km aprox.                                           |
| 42UH                                                     | Mini Buses HualpencilloUN42                              | 42H                                                      | Hualpén                                                  | 42U                                                      | Terminal Collao Concepción Oriente                       | Hualpén - Concepción                                       | 37,1 km aprox.                                           |
| 43JT                                                     | Flota Las LilasUN43                                      | 43T                                                      | CCU Hualpén Hualpén                                      | 43J                                                      | Sta. Sabina Concepción Norte                             | Hualpén - Concepción                                       | 38,9 km aprox.                                           |
| 44AB                                                     | Flota CentauroUN44                                       | 44B                                                      | Hualpencillo Hualpén                                     | 44A                                                      | Lomas - Mall Concepción Norte                            | Hualpén - Concepción                                       | 42,1 km aprox.                                           |
| 44EU                                                     | Flota CentauroUN44                                       | 44U                                                      | Hualpén                                                  | 44E                                                      | Lomas - Mall Concepción Norte                            | Hualpén - Concepción                                       | 43,1 km aprox.                                           |
| 50YP                                                     | Buses CampanilUN50                                       | 50P                                                      | San Vicente Talcahuano Centro                            | 50Y                                                      | Cosmito Penco                                            | Talcahuano - (Hualpén sólo Av. Colón) - Concepción - Penco | 60,6 km aprox.                                           |
| 50SU                                                     | Buses CampanilUN50                                       | 50U                                                      | San Vicente Talcahuano Centro                            | 50S                                                      | Concepción Concepción Centro                             | Talcahuano - Concepción                                    | 37,7 km aprox.                                           |
| 52AD                                                     | Géminis SurUN52                                          | 52D                                                      | Palomares Concepción Oriente                             | 52A                                                      | Pta. Leones Talcahuano Centro                            | Concepción - (Hualpén sólo Av. Colón) - Talcahuano         | 48,2 km aprox.                                           |
| 56VO                                                     | Buses Base NavalUN56                                     | 56O                                                      | Pta. Leones Talcahuano Centro                            | 56V                                                      | Los Fresnos Concepción Oriente                           | Talcahuano - (Hualpén sólo Av. Colón) - Concepción         | 46,4 km aprox.                                           |
| 60XL                                                     | Buses TucapelUN60                                        | 60L                                                      | Sta. Sabina Concepción Norte                             | 60X                                                      | Policlínico-Floresta Hualpén                             | Concepción - Hualpén                                       | 51,9 km aprox.                                           |
| 60YK                                                     | Buses TucapelUN60                                        | 60K                                                      | U. Las Américas Concepción Norte                         | 60Y                                                      | Padre Hurtado Hualpén                                    | Concepción - Hualpén                                       | 46,8 km aprox.                                           |
| 60ZM                                                     | Buses TucapelUN60                                        | 60M                                                      | Cesfam Sta.Sabina Concepción Norte                       | 60Z                                                      | Pedro de Valdivia Concepción Sur                         | Concepción Local                                           | 26,1 km aprox.                                           |
| 62HM                                                     | Mi ExpresoUN62                                           | 62M                                                      | San Vicente Talcahuano Centro                            | 62H                                                      | Lirquén Penco                                            | Talcahuano - (Hualpén sólo Av. Colón) - Concepción - Penco | 72,4 km aprox.                                           |
| 62ON                                                     | Mi ExpresoUN62                                           | 62N                                                      | San Vicente Talcahuano Centro                            | 62O                                                      | Villa Cap Concepción Norte                               | Talcahuano - (Hualpén sólo Av. Colón) - Concepción         | 51,8 km aprox.                                           |
| 63FH                                                     | Rengo LienturUN63                                        | 63H                                                      | B° Norte Concepción Norte                                | 63F                                                      | Rotonda Bellavista Concepción Norte                      | Concepción Local                                           | 23,1 km aprox.                                           |
| 63IG                                                     | Rengo LienturUN63                                        | 63G                                                      | B° Norte Concepción Norte                                | 63I                                                      | Recodo San Pedro de la Paz                               | Concepción - San Pedro                                     | 29,7km aprox.                                            |
| 63KP                                                     | Rengo LienturUN63                                        | 63P                                                      | B° Norte Concepción Norte                                | 63K                                                      | Juan Pablo II Concepción Poniente                        | Concepción Local                                           | 21,2 km aprox.                                           |
| 63LB                                                     | Rengo LienturUN63                                        | 63B                                                      | B° Norte Concepción Norte                                | 63L                                                      | Lomas San Sebastián Concepción Norte                     | Concepción Local                                           | 26,3 km aprox.                                           |
| 65DQ                                                     | Buses CóndorUN65                                         | 65Q                                                      | Sta. Sabina Concepción Norte                             | 65D                                                      | P. Saavedra Concepción Poniente                          | Concepción Local                                           | 29,0 km aprox.                                           |
| 65ER                                                     | Buses CóndorUN65                                         | 65R                                                      | Sta. Sabina Concepción Norte                             | 65E                                                      | Peñuelas Hualpén                                         | Concepción - Hualpén                                       | 34,6 km aprox.                                           |
| 65FS                                                     | Buses CóndorUN65                                         | 65S                                                      | Sta. Sabina Concepción Norte                             | 65F                                                      | Alto Costanera Hualpén                                   | Concepción - Hualpén                                       | 35,4 km aprox.                                           |
| 70IF                                                     | Las BahíasUN70                                           | 70F                                                      | Valle Nonguén Concepción Oriente                         | 70I                                                      | Centinela Talcahuano Norte                               | Concepción - (Hualpén sólo Av. Colón) - Talcahuano         | 59,7 km aprox.                                           |
| 70JG                                                     | Las BahíasUN70                                           | 70G                                                      | Palomares-Km10 Concepción Oriente                        | 70J                                                      | Los Copihues Talcahuano Norte                            | Concepción - (Hualpén sólo Av. Colón) - Talcahuano         | 59,9 km aprox.                                           |
| 70KH                                                     | Las BahíasUN70                                           | 70H                                                      | Valle Nonguén Concepción Oriente                         | 70K                                                      | Los Copihues Talcahuano Norte                            | Concepción - Talcahuano                                    | 58,7 km aprox.                                           |
| 71ZI                                                     | Buses PuchacayUN71                                       | 71I                                                      | Valle Nonguén Concepción Oriente                         | 71Z                                                      | 4 Esq. - Lenga Hualpén                                   | Concepción - Hualpén                                       | 47,9 km aprox.                                           |
| 72WJ                                                     | Pedro De ValdiviaUN72                                    | 72J                                                      | Lonco Concepción Sur                                     | 72W                                                      | Valle Nonguén Concepción Oriente                         | Concepción Local                                           | 28,0 km aprox.                                           |
| 72ZK                                                     | Pedro De ValdiviaUN72                                    | 72K                                                      | Lonco Concepción Sur                                     | 72Z                                                      | Valle Noble Concepción Oriente                           | Concepción Local                                           | 25,2 km aprox.                                           |
| 80JQ                                                     | Las GalaxiasUN80                                         | 80Q                                                      | Hualqui                                                  | 80J                                                      | San Vicente Talcahuano Centro                            | Hualqui - Chiguayante - Concepción - Talcahuano            | 98,1 km aprox.                                           |
| 80KH                                                     | Las GalaxiasUN80                                         | 80H                                                      | Hualqui                                                  | 80K                                                      | San Vicente Talcahuano Centro                            | Hualqui - Chiguayante - Concepción - Talcahuano            | 91,8 km aprox.                                           |
| 80LZ                                                     | Las GalaxiasUN80                                         | 80Z                                                      | Valle La Piedra Chiguayante                              | 80L                                                      | San Vicente Talcahuano Centro                            | Chiguayante - Concepción - Talcahuano                      | 69,4 km aprox.                                           |
| 80BV                                                     | Las GalaxiasUN80                                         | 80V                                                      | Term. Las Galaxias Hualqui                               | 80B                                                      | Estación Biotren Hualqui                                 | Hualqui Local                                              |                                                          |
| 81SC                                                     | Vía Del SolUN81                                          | 81C                                                      | Hualqui                                                  | 81S                                                      | Puerto Talcahuano Centro                                 | Hualqui - Chiguayante - Concepción - Hualpén - Talcahuano  | 95,3 km aprox.                                           |
| 90EJ                                                     | Nueva Sol YetUN90                                        | 90J                                                      | Parque Central Concepción Poniente                       | 90E                                                      | Lagos de Chile Concepción Oriente                        | Hualpén - Concepción                                       | 26,5 km aprox.                                           |
| 90YX                                                     | Nueva Sol YetUN90                                        | 90X                                                      | Parque Central Concepción Poniente                       | 90Y                                                      | Los Queules Concepción Oriente                           | Hualpén - Concepción                                       | 32,6 km aprox.                                           |
| B02                                                      | BiobúsUNB0                                               | B02 (vuelta)                                             | EIM Concepción Concepción Centro                         | B02 (ida)                                                | Brisas del Sol Talcahuano Sur                            | Concepción - Talcahuano                                    | 26,5 km aprox.                                           |

## Infraestructura asociada
Al momento de la implementación del Perímetro de Exclusión, el 1 de enero de 2024, están implementados los siguientes corredores de Transporte Público:
| Corredor                                | Comuna              | Año                            | Kilómetros (aprox.) |
| --------------------------------------- | ------------------- | ------------------------------ | ------------------- |
| Corredor de calle O'higgins             | Concepción          | 2000                           | 1,3 km              |
| Corredor de Avenida Paicaví             | Concepción          | 2005 (Biovías)                 | 3,0 km              |
| Corredor de Avenida Prat                | Concepción          | 2005 (Biovías)                 | 1,8 km              |
| Corredor de Avenida O'Higgins           | Chiguayante         | 2005 (Biovías)                 | 2,8 km              |
| Corredor de Avenida Manuel Rodríguez    | Chiguayante         | 2005 (Biovías)                 | 5,1 km              |
| Corredor de Avenida Pedro Aguirre Cerda | San Pedro de la Paz | 2005 (Biovías) 2013 (rediseño) | 2,8 km              |
| Corredor de Avenida Colón               | Talcahuano          | 2014                           | 6,7 km              |
| Corredor de calle San Martín            | Concepción          | 2016                           | 1,6 km              |
| Corredor de calle Freire                | Concepción          | 2016                           | 1,6 km              |
| Corredor de calle Maipú                 | Concepción          | 2016                           | 1,6 km              |
| Corredor de Avenida 21 de Mayo          | Concepción          | 2017                           | 1,7 km              |
| Corredor de Avenida Colón               | Hualpén             | 2018                           | 2,8 km              |
| Corredor de Avenida Los Carrera         | Concepción          | 2019                           | 3,0 km              |

Se proyecta para los próximos años los siguientes corredores de Transporte Público, y "Electrocorredores":
| Corredor                                             | Comuna                        | Año est.                                      | Kilómetros (aprox.) |
| ---------------------------------------------------- | ----------------------------- | --------------------------------------------- | ------------------- |
| Corredor Avenida Colón (últimas dos etapas)          | Talcahuano - Hualpén          | c. 2026                                       | 3,0 km              |
| Corredor del par vial Avenida Collao y General Novoa | Concepción                    | c. 2027                                       | 2,2 km              |
| Corredor de Autopista Concepción - Talcahuano        | Concepción - Talcahuano       | licitación en enero de 2024 (Más Movilidad)   | 4,8 km              |
| Corredor de Ruta 160                                 | San Pedro de la Paz - Coronel | licitación en abril de 2024 (Más Movilidad)   | 15,1 km             |
| Corredor de Camino a Penco (Ruta 150)                | Concepción - Penco            | licitación en octubre de 2024 (Más Movilidad) | 6,6 km              |

## Tarifa del pasaje

### Regulación de la tarifa
Según la Resolución Afecta N.º 29, del 9 de septiembre de 2022, existen tres tipos de tarifas para el pasaje en los servicios del Perímetro de Exclusión del Gran Concepción: la tarifa máxima inicial (usualmente tratada como la "tarifa normal", que es el máximo que pueden cobrar los operadores por el pasaje a cada pasajero), la tarifa para estudiantes y la tarifa para adultos mayores.
Respecto a la tarifa máxima, todos los días 15 de cada mes la Secretaría Regional Ministerial de Transportes y Telecomunicaciones del Biobío podrá reajustar en virtud a un "polinomio" compuesto por los valores del petróleo diésel (según lo indicado en el Índice de Precios al Productor), mantenimiento (repuestos y neumáticos, según lo indicado en el Índice de Costos del Transporte), la mano de obra (según lo indicado en el Índice de Costo de la Mano de Obra Nominal), y el costo de las máquinas (según el valor de las mismas bajo la divisa dólar estadounidense). Al ser tarifa máxima, los operadores pueden cobrar en todos o algunos de sus servicios un valor menor.
Sobre las tarifas de estudiantes y adultos mayores, estas son tarifas diferenciadas, menores a la tarifa máxima. En el caso de los estudiantes, a quienes además se incorporan todos los infantes menores a 7 años, se regulan de la siguiente forma: Estudiantes de enseñanza básica y menores a 7 años estarán exentos de pago, mientras que los estudiantes de enseñanza media y superior, tendrán una tarifa no mayor al 33% de la tarifa máxima, la cual se reajustará una vez al año en el mes de febrero, y rige precisamente desde el 1 de febrero hasta el 31 de enero del año siguiente. En el caso de los adultos mayores, su tarifa será de hasta un 50% de la tarifa máxima. En estos casos, el Estado entrega un subsidio para compensar la diferenciación de tarifa.
Todas las tarifas, si en virtud de los cálculos resulta un número cuyo último dígito sea entre 1 y 9, se reajusta al valor decimal de 10 inmediatamente inferior.

### Tarifa vigente
La tarifa máxima vigente al comienzo del Perímetro de Exclusión desde el 1 de enero de 2024 es de CL$ 530 (US$0,56 al 6 de febrero de 2024), valor que se mantenía desde el 2021 con la regulación de la licitación del 2002, a propósito del congelamiento de valores del transporte público a nivel nacional producto de la pandemia del Covid-19.
El 2 de febrero de 2024 se anuncia la primera modificación de la tarifa máxima, subiendo a CL$ 550 (US$ 0,58 al 6 de febrero de 2024) a contar del 15 de febrero de 2024.
El 29 de noviembre de 2024 se anuncia la segunda modificación de la tarifa máxima, subiendo a CL$ 560 (US$ 0,58 al 1 de diciembre de 2024) a contar del 9 de diciembre de 2024.
A continuación una tabla con los valores de la tarifa a lo largo de la regulación del Perímetro de Exclusión:
| Año  | Fecha de implementación de la tarifa | Tarifa máxima (tarifa normal) | T. escolar | Tarifa adulto mayor |
| ---- | ------------------------------------ | ----------------------------- | ---------- | ------------------- |
| 2024 | 1 de enero                           | $530                          | $170       | $260                |
| 2024 | 15 de febrero                        | $550                          | $180       | $270                |
| 2024 | 9 de diciembre                       | $560                          | $180       | $280                |